# Lans-en-Vercors
Pour les articles homonymes, voir Lans.
Vous lisez un « article de qualité » labellisé en 2016.
Lans-en-Vercors /lɑ̃s ɑ̃ vɛʁkɔʀ/, nommée Lans /lɑ̃s/ avant 1947, est une commune française située dans le département de l'Isère en région Auvergne-Rhône-Alpes.
Ce bourg de moyenne montagne est le passage obligé du Vercors septentrional à Grenoble. Il fait de cette situation un privilège. Elle lui permet de s'approprier chaque progrès du val de Lans, dont fait également partie Villard-de-Lans. Il est inclus parmi les quatre paroisses des montagnes de Sassenage.
Sa population, de 2 652 habitants en 2022, globalement jeune, est en pleine croissance. Elle connaît un taux de chômage deux fois et demie moindre que la moyenne nationale. Natifs comme nouveaux venus descendent pour la plupart travailler à Grenoble. La commune souhaite concilier son activité agricole et d'élevage, qui préserve son cadre de vie, ainsi que le tourisme avec le développement d'activités durant les intersaisons.
Initialement, cette commune isolée dépend des seigneurs de Sassenage qui s'installent parfois sur une motte castrale dont il ne reste qu'une ruine. Lors de la Révolution, cette terre de tradition rurale s'avère peu républicaine et perd son statut de centre administratif. Au début du XIXe siècle, le premier réseau routier qui désenclave le massif du Vercors passe par Lans ce qui permet à l'économie agricole et forestière de s'ouvrir vers l'extérieur et la venue de touristes. Dans le même temps, le chef-lieu communal se développe autour des axes de communication aux dépens du Peuil qui devient un simple hameau. Au XXe siècle, Lans-en-Vercors se transforme en petite station climatique qui s'attache ensuite à développer les sports d'hiver.
Lans-en-Vercors est une des entrées du parc naturel régional du Vercors, aux paysages et à la biodiversité remarquables. L'architecture de son habitat est caractérisée par des maisons aux pignons à redents qui entourent l'église Saint-Barthélemy dont une partie, datant du XVIIe siècle, est classée au patrimoine.

## Géographie

### Localisation

Carte topographique du massif du Vercors.

Lans-en-Vercors est située au sud-ouest de Grenoble. Entre les deux villes, la route la plus directe, de 30 km, serpente pour une partie dans les gorges d'un cours d'eau — le Furon — et franchit un dénivelé de 800 m. L'agglomération s'avère alors la première du val de Lans située sur la partie nord-est du plateau du Vercors. Les deux lieux peuvent être joints en 40 min environ. Ceci ne représente que 12 km à vol d'oiseau, soit 6 min d'hélicoptère.
Villard-de-Lans est au sud de Lans-en-Vercors. Les deux agglomérations appartiennent à la même vallée. Ceci en fait un bourg de référence malgré des ressources bien moindres que celles de Grenoble. Une route de 9 km, soit 12 min environ, réunit les deux chefs-lieux de communes.

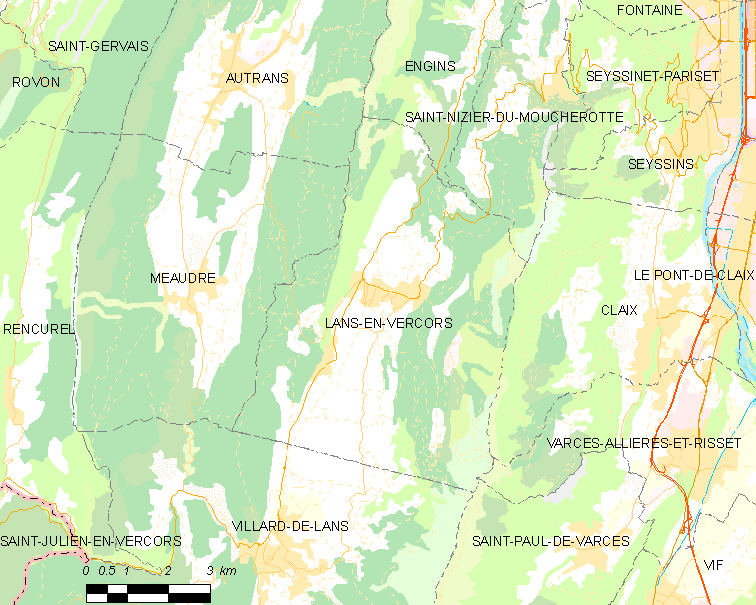
Commune de Lans-en-Vercors et les communes limitrophes.

Le territoire de cette commune de moyenne montagne appartient aux Quatre Montagnes qui est l'étendue la plus au nord du massif du Vercors. Au pays des Quatre Montagnes, la partie à l'est abrite un val — le val de Lans — tel qu'il s'observe dans un relief jurassien. Le bourg se trouve à son extrémité nord. Du côté oriental du val de Lans se trouve le prolongement de l'ensemble du Moucherotte avec vers le sud la Croix des Ramées, le Grand-Cheval, le pic Saint-Michel et enfin le col de l'Arc, dernier élément de l'ensemble sur le territoire. Ces éléments d'une partie des massifs subalpins le séparent de la cuvette grenobloise,. Du côté occidental, le val de Lans est bordé par le mont boisé de la forêt de Guiney, qui s'abaisse au sud pour former le col de la Croix-Perrin, dernier élément de la commune. Ceci le sépare du val d'Autrans dans lequel se trouve la commune d'Autrans-Méaudre en Vercors.
Au nord la limite du territoire se fait avec deux communes. À l'ouest, le ruisseau de Chasau — orienté ouest-est — dans la forêt de Guiney marque une limite avec Engins. À l'est, le torrent du Bruyant — orienté est-ouest — en parcourant le plateau de Saint-Nizier-du-Moucherotte, dominé par Le Moucherotte, le sépare de la commune du même nom.
Au sud, le val de Lans se poursuit avec le val de Villard-de-Lans et sa commune.

### Géologie et relief
La géologie de Lans-en-Vercors est bien expliquée car « la diffluence du glacier de l'Isère qui remontait la vallée du Furon, a deux incidences majeures : elle a joué le rôle de barrage glaciaire vis-à-vis des eaux du Furon […] et elle est à l'origine des épisodes glacio-Iacustres du val de [Lans-en-Vercors] […] ».

Carte géologique simplifiée de Lans-en-Vercors,.
Bourg et limites communales
Urgonien (n4 5U)
Barrémien inférieur (n4)
Sénonien (c6)
Sénonien supérieur (c7)
Miocène (m)
molasse miocène (E)
moraine glaciaire (G)
alluvions fluviatiles (Fy-z)

À l'ère tertiaire lors de l'érection du massif alpin, au Miocène — environ −23  à   −5,3 millions d’années —, les plissements créent une succession d'anticlinaux et de synclinaux. Le val de Lans, ainsi créé, est alors une large dépression allongée nord-sud. Il résulte de l'intersection du synclinal de Villard-de-Lans, presque nord-sud, qui est le pli majeur de ce val, avec un pli oblique, le trans-synclinal de Saint-Nizier, nord-est - sud-ouest, de superposition plus tardive. Les axes de ces deux plis, très ouverts l'un par rapport à l'autre, se recoupent aux abords sud de Lans-en-Vercors.
À l'ère quaternaire, deux entités se distinguent. Une petite partie nord de la commune est comprise dans la vallée du Furon et le vallon du Bruyant, par ailleurs tout le reste de la commune se situe sur le val de Lans.
Au nord du val de Lans, le vallon du Bruyant résulte d'un glacier local (G). Ainsi, les pentes du Moucherotte qui le dominent présentent la forme caractéristique d'un cirque glaciaire avec des pentes raides au-dessus d'un fond de cirque en pentes plus douces. À la glaciation de Riss — environ −300 000  à   −120 000 ans —, ce glacier rejoint celui qui remonte la vallée du Furon. À la décrue des glaciers rissiens, ils se séparent. À la glaciation de Würm — environ −80 000  à   −20 000 ans —, les glaces provenant de l'Isère ne remontent pas assez loin dans la vallée du Furon et laissent isolé le glacier de cirque du Moucherotte. « Tant pendant les glaciations qu'entre celles-ci, les eaux sous-glaciaires et postglaciaires auront tout loisir pour creuser le vallon du Bruyant. »
Pour le val de Lans, lors du Riss existe probablement un vallum terminal ainsi qu'en témoigne la crête rectiligne d'est en ouest qui barre complètement la vallée. Cette crête forme le barrage qui retient le lac du val de Lans. Lors du Würm, le glacier de l'Isère, moins étendu que lors du Riss, envoie une langue qui ne remonte la vallée du Furon que jusqu'aux environs d'Engins. Ainsi, le val de Lans est le fond d'un lac et non pas issu « d'un glacier local important […] qui n'a jamais existé ». Progressivement s'installe un vaste marécage qui donne les terres humides actuelles. Sur la crête rectiligne qui barre la vallée au niveau de l'Olette s'est construit Lans-en-Vercors.
Le fond du val de Lans est donc une prairie garnie d'alluvions fluviatiles et glaciaires (Fy-z). Sous les alluvions fluviatiles se trouve, presque horizontale, une dalle de calcaires à silex du Sénonien supérieur. La gorge du Furon entaille cette dalle au nord de Lans-en-Vercors. À l'est de cette gorge se trouve de la molasse miocène (E), riche en couches de conglomérats. Son épaisseur augmente vers Saint-Nizier-du-Moucherotte.
Sur le côté oriental du val se trouve la Combe-Claire où le Furon prend sa source. Elle se forme entre deux lignes de relief parallèles orientées nord-sud. La plus à l'est comprend des dalles structurales d'Urgonien (n4 5U) inférieur qui vont des falaises de la Croix-des-Ramées et du stade de neige, jusqu'à la crête du rebord subalpin. Celle-ci commence au Moucherotte et sur la commune comprend le sommet du Grand-Cheval (1 827 mètres) et le pic Saint-Michel (1 966 mètres) — sommet le plus élevé de la commune. Le col de l'Arc (1 736 mètres) marque la limite sud du territoire lantier. Visible du val de Lans comme de la cuvette grenobloise, la crête est souvent enneigée. La ligne de reliefs plus à l'ouest, avec un maximum de 1 477 mètres, reste émoussée et boisée. Elle est formée d'une succession de couches du Sénonien (c6).
Sur le côté occidental du val, le mont boisé de la forêt de Guiney orienté nord-sud est constitué de calcaires à silex du Sénonien supérieur (c7). Sur la commune, le point culminant est à 1 659 mètres mais, un peu plus au nord, le Charande atteint 1 709 mètres. L'abaissement au sud se fait progressivement vers le col de la Croix-Perrin à 1 218 mètres, dernier élément du territoire.

Le pic Saint-Michel et son secteur
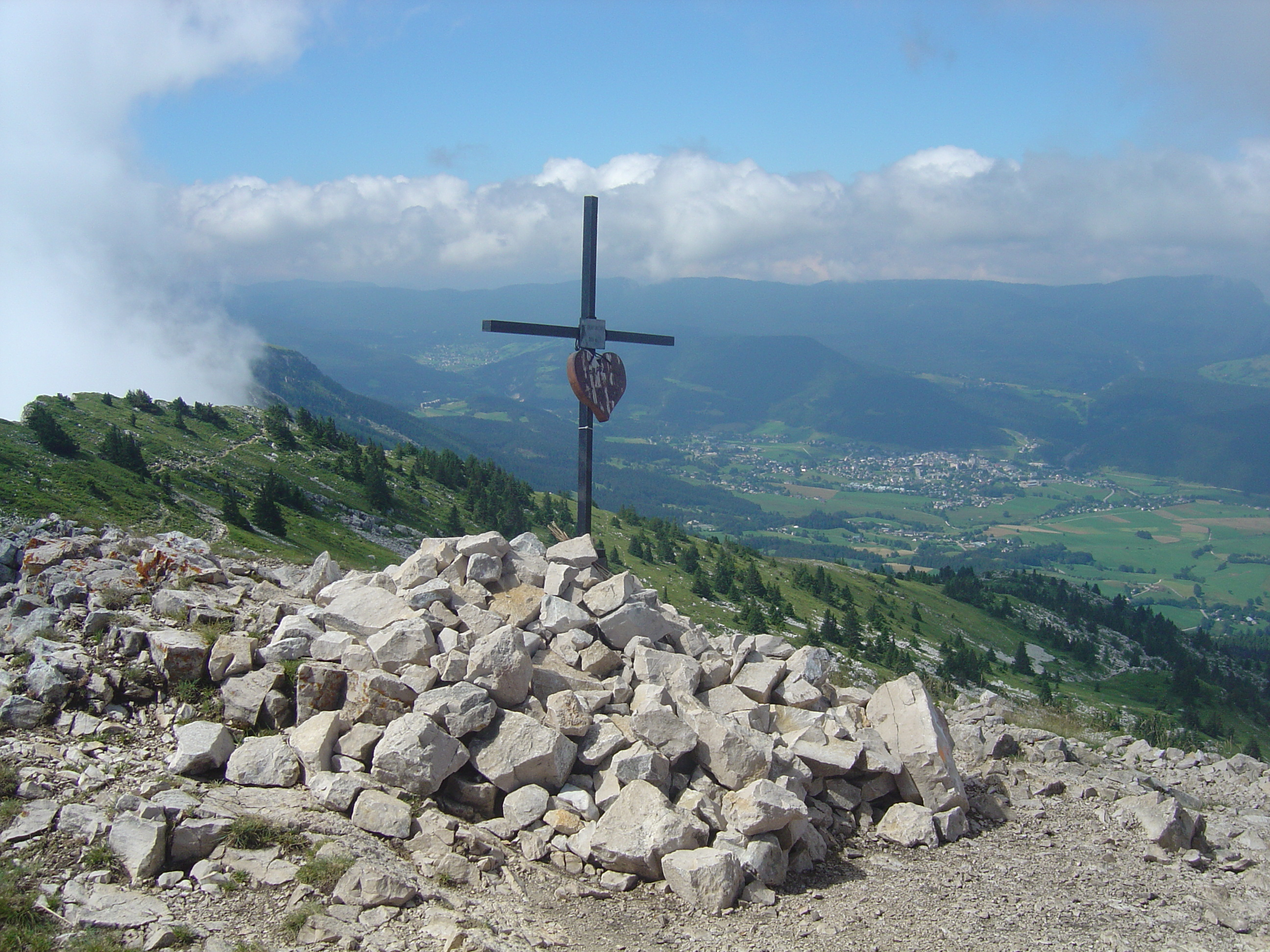
Croix du pic Saint-Michel. Villard-de-Lans au loin.
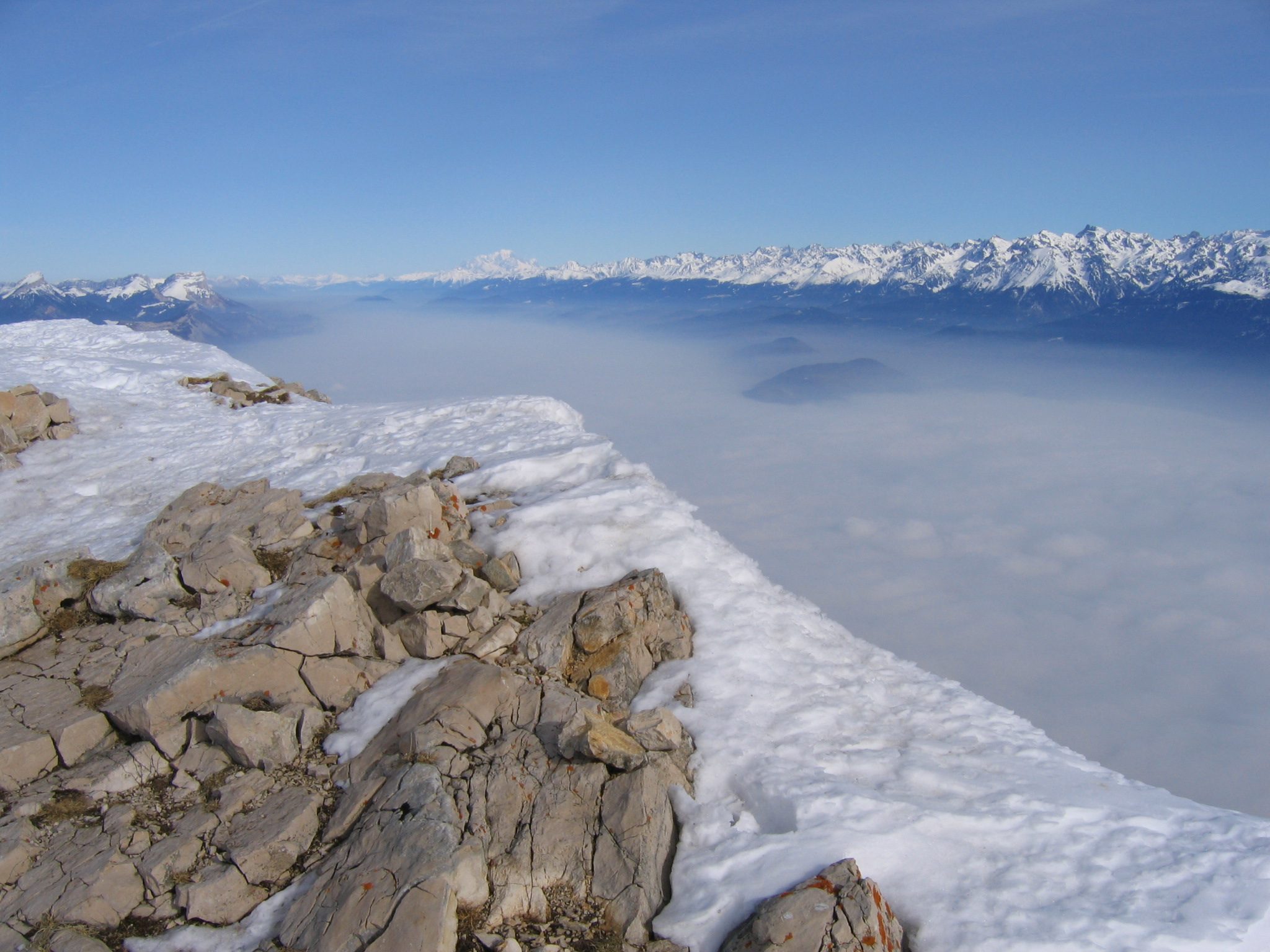
Vue du pic Saint-Michel vers le nord-est.
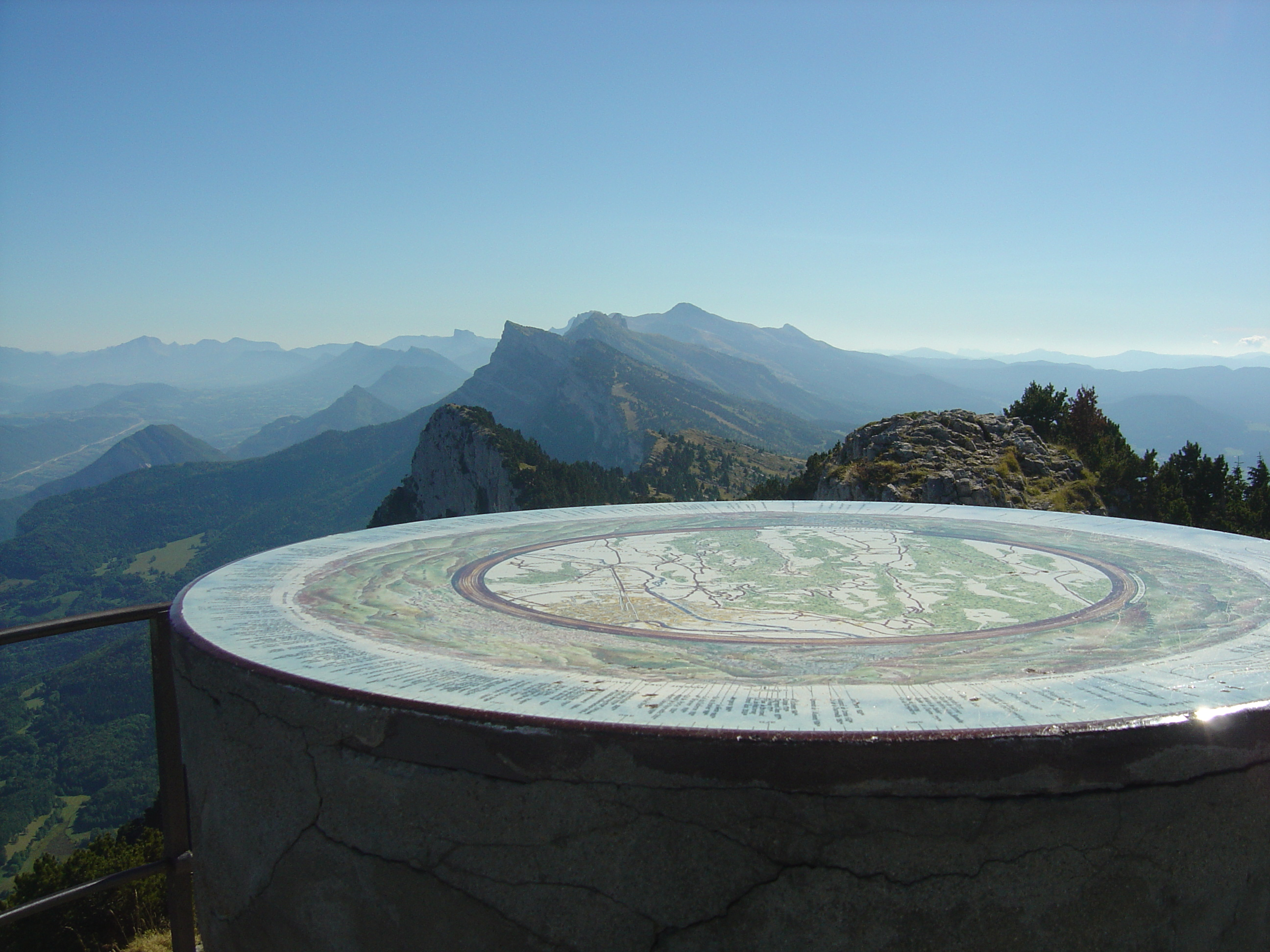
Le pic Saint-Michel depuis Le Moucherotte.
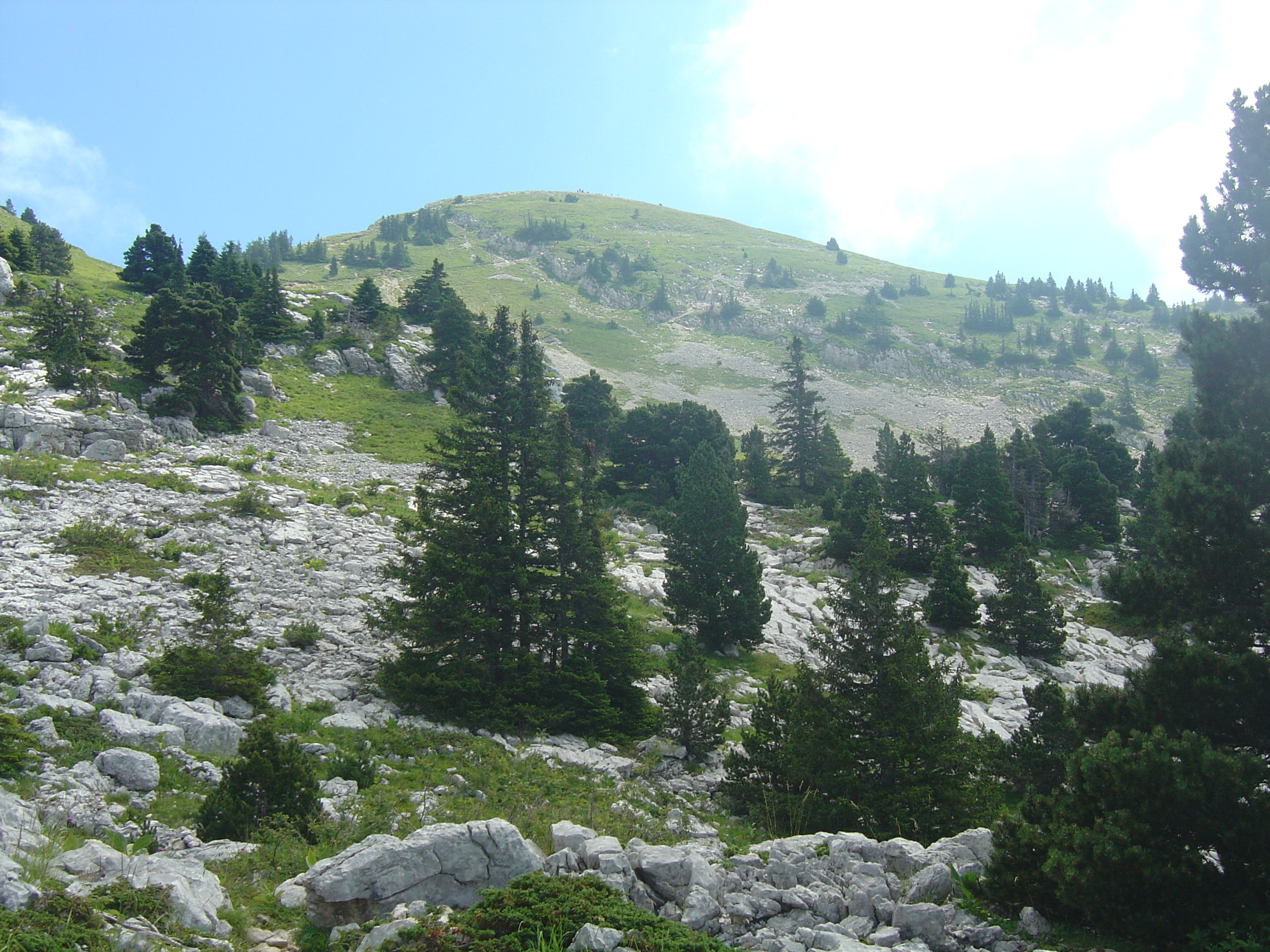
Le pic Saint-Michel depuis le sentier de la Sierre.
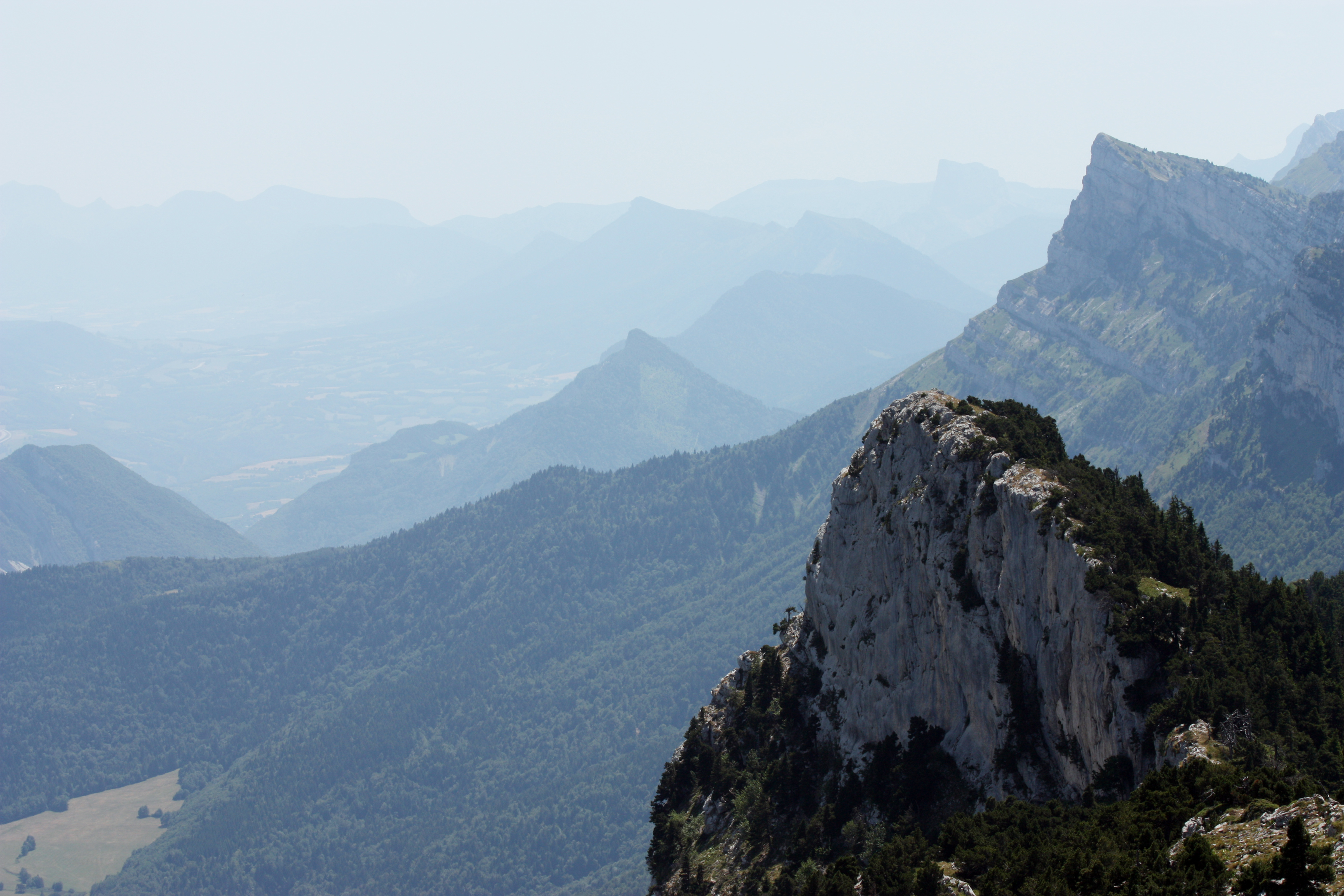
Le pic Saint-Michel depuis la ligne de crête.

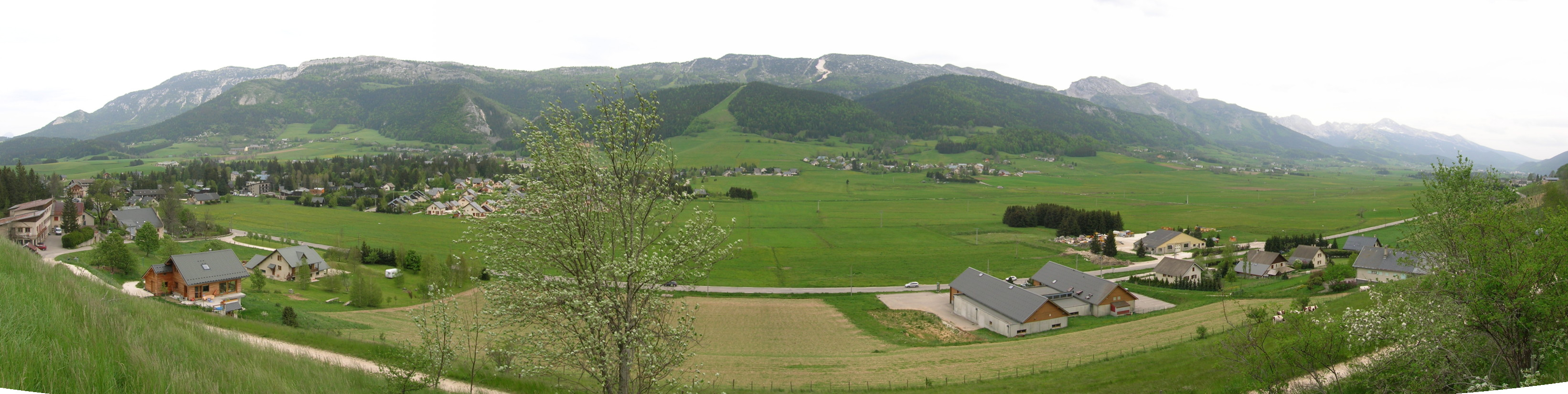
Le val de Lans et son versant oriental depuis son versant occidental (route du col de la Croix-Perrin).

### Hydrographie
La Bourne et le Furon, tous deux affluents de la rive gauche de l'Isère, prennent leur source à Lans-en-Vercors, mais s'écoulent au départ dans des directions opposées : la Bourne vers le sud et le Furon vers le nord ; leurs bassins versants sont séparés schématiquement par le versant ouest de la Combe-Claire puis la RD 106, plus précisément l'axe est-sud-est - ouest-nord-ouest du bourg de Lans-en-Vercors qui joue ainsi le rôle de ligne de séparation des eaux,. Ces cours d'eau résultent d'un écoulement rapide des précipitations au travers d'un sol karstique donc peu filtrant. Le faible pourcentage de pente, particulier en montagne, — 1 % pour la Bourne — aboutit notamment à la constitution de zones marécageuses de rôle particulièrement important sur le territoire.
Sur la commune, tant la Bourne que le Furon et son affluent le Bruyant sont classés en réservoirs biologiques.

#### La Bourne

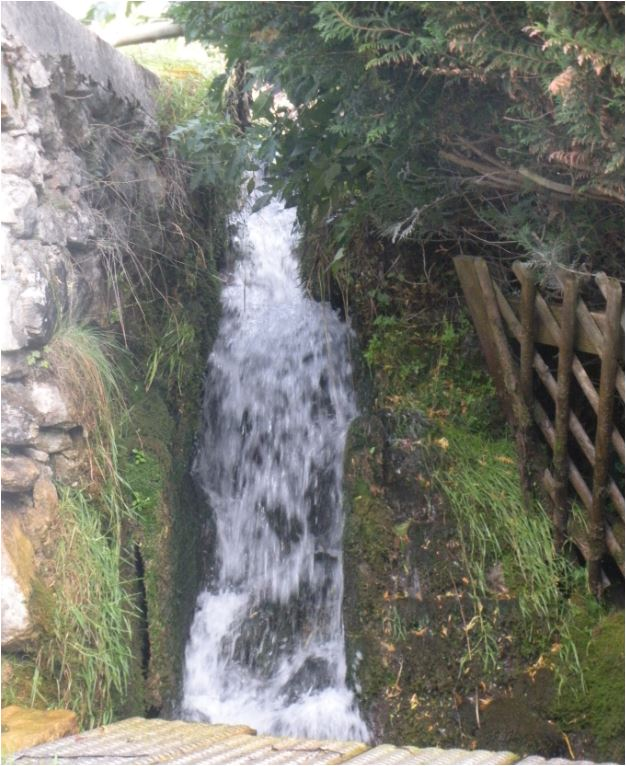
Torrent du Peuil. Élément du bassin versant de la Bourne.

Bourne, au XIIe siècle Borna et au XIIIe siècle Burna, signifie « frontière ». Cette rivière sépare de nombreuses entités administratives — paroisses, puis communes et départements.
La source de la Bourne est aux Jailleux, à l'est du village, à 1 038 mètres d'altitude. En effet, ce lieu est le plus éloigné du confluent avec l'Isère.
Elle s'écoule dans le val de Lans selon une direction nord - sud-ouest en effectuant de nombreux méandres. Sur la rive gauche, elle reçoit le torrent du Peuil. Au hameau du Bouilly, la source de Bouilly, sur la rive droite, est la première exsurgence qui donne un affluent d'origine souterraine. Située à 1 007 m d'altitude, son débit est de 20 l/s environ. Il n'est pas possible de l'explorer. Elle draine probablement la zone de la Croix-Perrin — liaison prouvée avec la grotte des Eymards. Pour la commune, le bassin versant de la Bourne est d'environ 17 km2. Puis, elle quitte son territoire pour celui de Villard-de-Lans au pont des Aniers avec un débit moyen de 13 m3/s,.

#### Le Furon
Furon vient de foron et signifie « torrent ».
La source du Furon est dans la Combe-Claire, en contrebas du gite des Allières, au sud-est de Lans-en-Vercors à une altitude de 1 293 m. Sur le territoire de la commune, les limites de son bassin versant sont ouest — du pic Saint-Michel au plateau des Ramées. Initialement de quelques litres par seconde, son débit augmente progressivement avec les contributions du ruisseau des Jailleux puis du ruisseau « source de la Lutinière » à proximité de la grotte de l'Olette — connue des archéologues,. Son débit moyen est de 0,40 m3 s−1 juste avant la confluence du Bruyant. Celle-ci se situe à 899 m d’altitude, sous le bec de l'Aigle peu après la limite communale,. Elle permet un apport important.
Le Furon s'écoule du sud au nord ce qui s'oppose aux directions ouest des autres cours d'eau qui suivent ainsi la pente générale du massif du Vercors. Après un cheminement au pied des hameaux des Bernards et des Geymonds dans un fond de vallée peu encaissé, il parcourt des zones de pâturage. Puis à l'Olette, il emprunte des gorges assez larges jusqu'au barrage d'Engins.

#### Le Bruyant
Le Bruyant est un torrent, affluent de la rive droite du Furon, qui forme une frontière entre les communes de Lans-en-Vercors et de Saint-Nizier-du-Moucherotte pour cheminer ensuite sur la commune d'Engins. Sans désignation dans les années 1860, il ne semble nommé que vers 1880.
La source est à 981 m d'altitude. Cette source est alimentée par un bassin versant compris entre Le Moucherotte et le pic Saint-Michel — liaisons prouvées par traçage : grotte Vallier, scialet de la Sierre, trou d’Ira et scialet des Choucas. Cette étendue d'environ 1 km de large sur 8 km de long est limitée à l'est par une ligne de crête — dite grande roche Saint-Michel — légèrement orientée vers le sud-sud-ouest. Puis apparaît une exsurgence karstique froide dont le débit moyen est de 0,42 m3/s,. Initialement les eaux coulent dans une gorge étroite puis le lit s'élargit en passant de 2 à 8 m. Ainsi, après un parcours est-ouest de 1,5 km, le cours d'eau se jette, sur le territoire de la commune d'Engins, dans le Furon à 899 m d'altitude,.
Un sentier de randonnée le suit et des travaux sont régulièrement entrepris pour le rendre accessible malgré de fréquentes crues. À la source un moulin, dont des restes sont encore visibles — canal de fuite —, fonctionne avant 1552 jusqu'à la fin du XIXe siècle. Tout le vallon du Bruyant est classé depuis le 22 août 1977 pour son intérêt pittoresque.

### Climat
Pour des articles plus généraux, voir Climat d'Auvergne-Rhône-Alpes et Climat de l'Isère.
En 2010, le climat de la commune est de type climat de montagne, selon une étude du Centre national de la recherche scientifique s'appuyant sur une série de données couvrant la période 1971-2000. En 2020, Météo-France publie une typologie des climats de la France métropolitaine dans laquelle la commune est exposée à un climat de montagne ou de marges de montagne et est dans la région climatique Alpes du nord, caractérisée par une pluviométrie annuelle de 1 200 à 1 500 mm, irrégulièrement répartie en été.
Pour la période 1971-2000, la température annuelle moyenne est de 8,1 °C, avec une amplitude thermique annuelle de 16,1 °C. Le cumul annuel moyen de précipitations est de 1 324 mm, avec 11,1 jours de précipitations en janvier et 7 jours en juillet. Pour la période 1991-2020, la température moyenne annuelle observée sur la station météorologique de Météo-France la plus proche, « Villard-de-Lans », sur la commune de Villard-de-Lans à 7 km à vol d'oiseau, est de 8,0 °C et le cumul annuel moyen de précipitations est de 1 270,0 mm,. Pour l'avenir, les paramètres climatiques de la commune estimés pour 2050 selon différents scénarios d'émission de gaz à effet de serre sont consultables sur un site dédié publié par Météo-France en novembre 2022.

#### Relevés annuels
|                       | 2008 | 2009  | 2010 | 2011 | 2012  | 2013  | 2014 | 2015  | 2016  | 2017  | 2018  | 2019  | 2020  | 2021  | 2022  |
| --------------------- | ---- | ----- | ---- | ---- | ----- | ----- | ---- | ----- | ----- | ----- | ----- | ----- | ----- | ----- | ----- |
| Maximale extrême (°C) | 29   | 32    | 31   | 31,7 | 33,6  | 29,6  | 29,7 | 34,7  | 31,9  | 31,3  | 31,5  | 34,7  | 34,3  | 31,5  | 33    |
| Maximale moyenne (°C) | 13,1 | 14,1  | 12,1 | 14,9 | 13,5  | 12,2  | 13,8 | 13,9  | 14,2  | 14,3  | 14,8  | 14,4  | 15,5  | 13,6  | 16    |
| Moyenne moyenne (°C)  | 7,5  | 8     | 6,5  | 8,4  | 7,7   | 6,8   | 8,4  | 7,9   | 7,8   | 7,3   | 8,5   | 7,7   | 8,3   | 7,1   | 8,6   |
| Minimale moyenne (°C) | 1,9  | 1,9   | 0,9  | 1,9  | 1,9   | 1,4   | 2,9  | 1,9   | 1,3   | 0,3   | 2,2   | 1     | 1,2   | 0,5   | 1,2   |
| Minimale extrême (°C) | -14  | -21,5 | -23  | -14  | -23,1 | -18,1 | -15  | -16,4 | -19,6 | -19,8 | -20,8 | -19,9 | -17,4 | -19,6 | -18,3 |

|                                        | 2013 | 2014 | 2015 | 2016  | 2017 | 2018 | 2019 | 2020  | 2021 | 2022 |
| -------------------------------------- | ---- | ---- | ---- | ----- | ---- | ---- | ---- | ----- | ---- | ---- |
| Vitesse maximale rafales (km/h)        | 75,6 | 88   | 70,8 | 138,4 | 114  | 91,7 | 125  | 106,6 | 105  | 50   |
| Jours à vitesse supérieure à 57,6 km/h | 3    | 8    | 1    | 28    | 27   | 32   | 27   | 17    | 23   |      |

|                          | 2014 | 2015 | 2016 | 2017 | 2018 | 2019 | 2020 | 2021 | 2022 |
| ------------------------ | ---- | ---- | ---- | ---- | ---- | ---- | ---- | ---- | ---- |
| Nombre de jours de chute | 33   | 41   | 40   | 50   | 45   | 39   | 25   | 28   |      |

#### Relevés de l'année 2022
|                       | Janv  | Fév   | Mars | Avr   | Mai  | Juin | Juil | Août | Sept | Oct  | Nov  | Déc   |
| --------------------- | ----- | ----- | ---- | ----- | ---- | ---- | ---- | ---- | ---- | ---- | ---- | ----- |
| Maximale extrême (°C) | 12,4  | 15,1  | 17,7 | 20,1  | 29,8 | 30,1 | 33   | 32,8 | 26,1 | 24,9 | 17,2 | 17,2  |
| Maximale moyenne (°C) | 3,8   | 7,2   | 11,8 | 13,4  | 20,5 | 25,1 | 27,8 | 26,3 | 18,8 | 20   | 10,3 | 7,2   |
| Moyenne moyenne (°C)  | -3,5  | 0,9   | 4    | 5,8   | 12,2 | 16,9 | 17,6 | 17,2 | 11,9 | 12,6 | 5,2  | 2,2   |
| Minimale moyenne (°C) | -10,8 | -5,4  | -3,8 | -1,7  | 4    | 8,7  | 7,3  | 8,1  | 5,1  | 5,3  | 0    | -2,9  |
| Minimale extrême (°C) | -18,3 | -11,6 | -9,9 | -12,4 | -2,4 | 1,2  | 1,6  | 3,6  | -3,7 | -0,3 | -6,4 | -11,2 |

|                                 | Janv | Fév | Mars | Avr | Mai | Juin | Juil | Août | Sept | Oct | Nov | Déc |
| ------------------------------- | ---- | --- | ---- | --- | --- | ---- | ---- | ---- | ---- | --- | --- | --- |
| Vitesse maximale rafales (km/h) | 50   |     |      |     |     |      |      |      | 48   |     |     | 47  |

|                                  | Janv | Fév | Mars | Avr | Mai | Juin | Juil | Août | Sept | Oct | Nov | Déc |
| -------------------------------- | ---- | --- | ---- | --- | --- | ---- | ---- | ---- | ---- | --- | --- | --- |
| Maxima au sol sur 24 heures (cm) | 45   | 37  | 12   |     |     |      |      |      |      |     |     |     |

### Voies de communication

#### Chemins puis routes
Initialement, une voie de communication joint « les villages du Villar-de-Lans et de Lans où il existe un chemin à mulets [qui se poursuit] par la gorge d’Engein et Sassenage ».
En 1820 ou 1830, « le canton du Vercors […] est entièrement privé de communications avec le pays environnant ; il lui est presque impossible de faire aucun échange. Aussi […] les habitants sont-ils dans un état effrayant de misère et d'ignorance qui ne fait que s'accroître ».
Le développement routier du Vercors est intimement lié à celui de la commune. Du XIXe au XXe siècle, trois routes sont construites et se croisent à Lans au carrefour de Jaume.

##### Villard-de-Lans−Sassenage

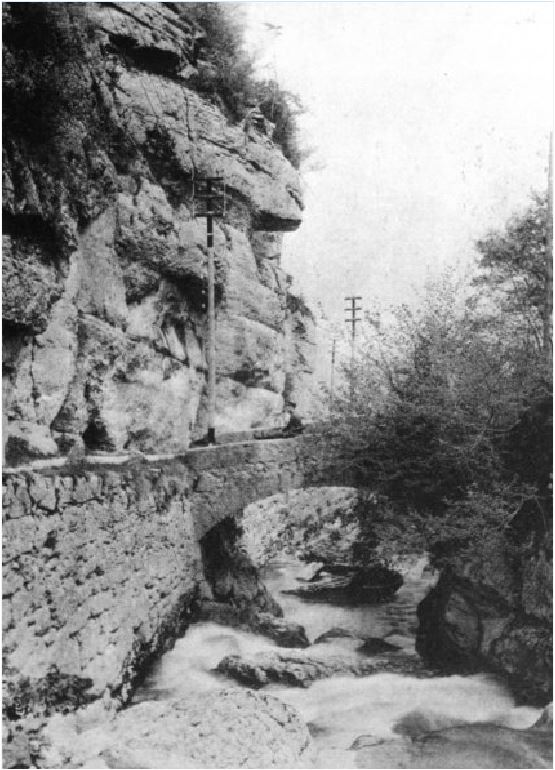
Chemin de grande communication no 6. Pont Charvet (actuellement disparu) au-dessus du Furon (1905).

En 1818, le chemin de Villard-de-Lans à Sassenage − proche de Grenoble − subit des dégradations particulièrement importantes. Les communes des Quatre Montagnes demandent au préfet de l'Isère « une petite route praticable à de petites voitures seulement ». Bien que Lans refuse initialement de participer financièrement, toutes les communes instaurent un impôt pour la réalisation du projet. Celui-ci aboutit en 1827 à une route allant de Villard-de-Lans à Sassenage via Lans. Des modifications ont lieu jusqu'en 1845. Ce chemin de grande communication no 6 a « le grand mérite d'être la première brèche faite au bloc du Vercors ». Son succès pour le commerce forestier et agricole avec Grenoble est indéniable.
Lors de la construction de la route nationale 531 — devenue RD 531 — elle prend le nom de « vieille route de Villard-de-Lans ». Ainsi, depuis le XXe siècle, à Lans-en-Vercors elle se superpose à la RD 531 depuis l'Olette jusqu'au carrefour de Jaume puis, après sa traversée du bourg, elle longe la partie est du val de Lans pour rejoindre Villard-de-Lans.

##### Seyssinet-Pariset−Méaudre
Le 18 juin 1865 est déposé, à la mairie de Pariset — proche de Grenoble —, un projet de route pour développer le chemin préexistant entre Grenoble et le val de Lans via Pariset. Après des péripéties tenant aux débats intéressants à son utilité et à son financement, le 2 août 1869, un arrêté préfectoral décide sa construction. Les travaux vont de cette date à 1875. Ainsi le chemin d'intérêt commun no 106 joint Pariset, Saint-Nizier et atteint Lans.
En 1892, est envisagé un chemin de Jaume à Autrans. Sa réalisation se fait de 1895 à 1896. Il joint Lans à Autrans puis à Méaudre.
Au XXIe siècle, ces deux voies réunies constituent, selon un axe est-ouest, la route départementale 106 — RD 106 — de Seyssinet-Pariset à Méaudre.

##### Bourg-de-Péage−Grenoble
En 1933, est créée la route de Bourg-de-Péage — proche de Valence — à Grenoble par Villard-de-Lans. La route nationale 531 — RN 531 — assure ainsi la traversée du Vercors. En 1972, elle est déclassée sur une partie de son parcours, dont celui qui traverse Lans-en-Vercors, en route départementale 531 — RD 531. Pratiquement parallèle à la vieille route, elle parcourt le côté ouest du val de Lans en venant de Villard-de-Lans suivant un axe sud-nord. L'intersection avec la RD 106 se fait au carrefour de Jaume. Il s'agit d'un axe important du Vercors.

#### Rail

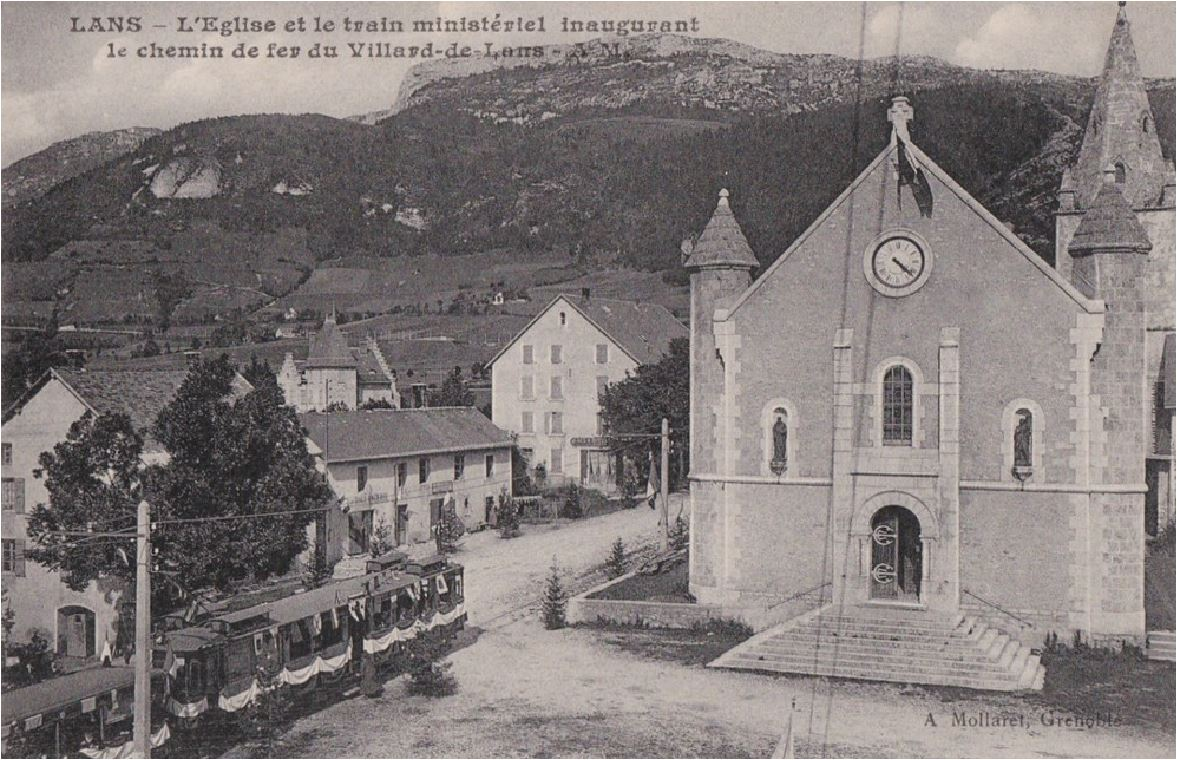
Inauguration du tramway à Lans. 26 6 1920.

En 1891, le premier projet de liaison ferrée entre Grenoble et Villard-de-Lans est avancé.
Le tramway Grenoble–Villard-de-Lans est retenu le 22 décembre 1908. Après dix-huit mois de travaux, le 27 avril 1911, le tronçon entre Grenoble et Pariset est inauguré. Sa construction atteint Saint-Nizier le 14 juillet 1914. Lors de la Première Guerre mondiale, le chantier est tout d'abord arrêté. puis il reprend et malgré les restrictions la voie est posée sans ballast jusqu'à Villard-de-Lans son terminus en passant par Lans. Puis en 1919, les travaux sont menés avec l'aide de prisonniers de guerre allemands. Dix ans après le début du chantier, le 26 juin 1920, la ligne est inaugurée. Il s'agit d'une voie unique sans section à crémaillère. Mais le 1er octobre 1938 la Société grenobloise de tramways électriques ramène le terminus à Saint-Nizier et Lans n'est plus desservie. Le tramway cesse progressivement toute activité le 31 août 1951. La voie ferrée ne montre ici pas d'avantage.
En ce début du XXIe siècle, une partie de cette voie — dite « la voie du tram » — joint Lans-en-Vercors à Villard-de-Lans sur 7,5 km. Le tracé rectiligne et en terrain plat, au milieu du val de Lans, y est bien reconnaissable avec son remblai mais les traverses et les rails manquent. Sa fréquentation est interdite aux véhicules motorisés et à l'entrainement des chiens de traineaux.

#### Transport par câble
Début juillet 2012, les élus de Grenoble-Alpes Métropole — la Métro — votent le lancement d'un projet de transport par câble. L'infrastructure pour un téléphérique est envisagée de Fontaine — terminus de ligne A du tramway de Grenoble — à Lans-en-Vercors via Saint-Nizier-du-Moucherotte – 4,7 km puis 5,3 km. Il doit réduire le trafic automobile et ses aspects nocifs sans augmenter le temps de transport. Par ailleurs, sa participation au développement du plateau du Vercors est avancée. Tous conviennent que la pression de l'urbanisme doit être contenue. L'impact visuel et plus généralement environnemental est difficile à apprécier. Reste l'aspect économique pour le financement immédiat, estimé dans l'hypothèse la plus optimiste à soixante millions d’euros, puis la subvention nécessaire lors de l'exploitation,.
Les avis recueillis sont début 2012 majoritairement favorables au projet, puis, fin 2013, alors que les résultats de l'enquête de concertation ne sont pas encore connus, les avis se sont inversés. Le projet est abandonné en septembre 2014.

### Modes de transport

#### Diligence

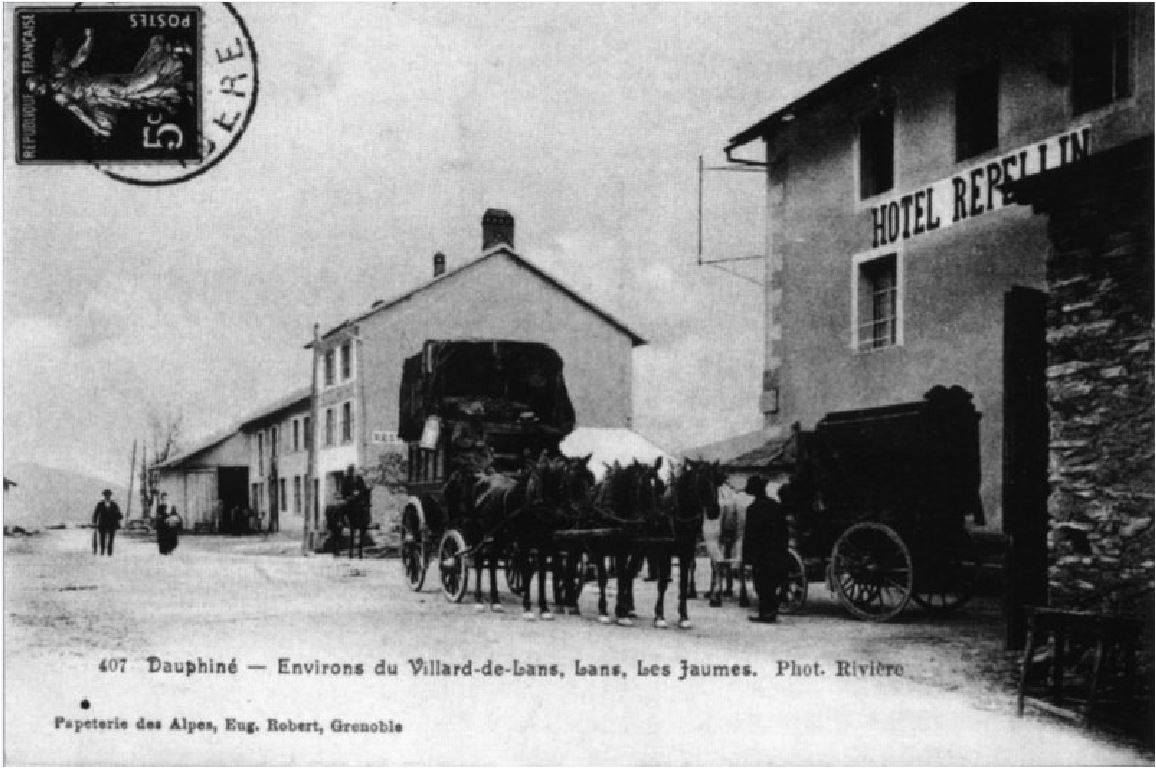
Deux pataches devant le relais de Jaume, Lans-en-Vercors (1906).

En 1858, une voiture à deux places part de Grenoble et gagne Villard-de-Lans deux fois par semaine pour la somme de deux francs. Elle suit les gorges du Furon avant de passer par Lans.
Puis en 1865, une patache — diligence — assure quotidiennement le même trajet. Elle transporte douze passagers qui peuvent être deux à côté du cocher, quatre sur des sièges en haut et six à l'intérieur. Avant la montée jusqu'à Sassenage, seuls deux chevaux sont attelés, puis six chevaux sont nécessaires. Des relais permettent le changement d'attelages et les voyageurs peuvent descendre. À Lans le relais de Jaume se trouve à l'intersection des routes d'Autrans et de Villard-de-Lans,. Le parcours dure six heures. Il est dit que « les ressorts qui équipaient les roues n’amortissaient guère les soubresauts ».

#### Tramway
Le 1er juillet 1920, le tramway Grenoble–Villard-de-Lans atteint Lans en deux heures quinze minutes et son terminus en deux heures trente-cinq minutes. La ligne est électrifiée, mais dans les voitures les sièges sont des bancs en bois et il n'existe pas de vitres aux fenêtres. En hiver, trois rames quotidiennes circulent, auxquelles l'une s'adjoint les dimanches et jours de fête. En période estivale, il en existe quatre. Mais, le 1er octobre 1938, Lans n'est plus desservie, car l’exploitation de la ligne concurrencée par l'autocar, plus rapide, est déficitaire,.

#### Autocar

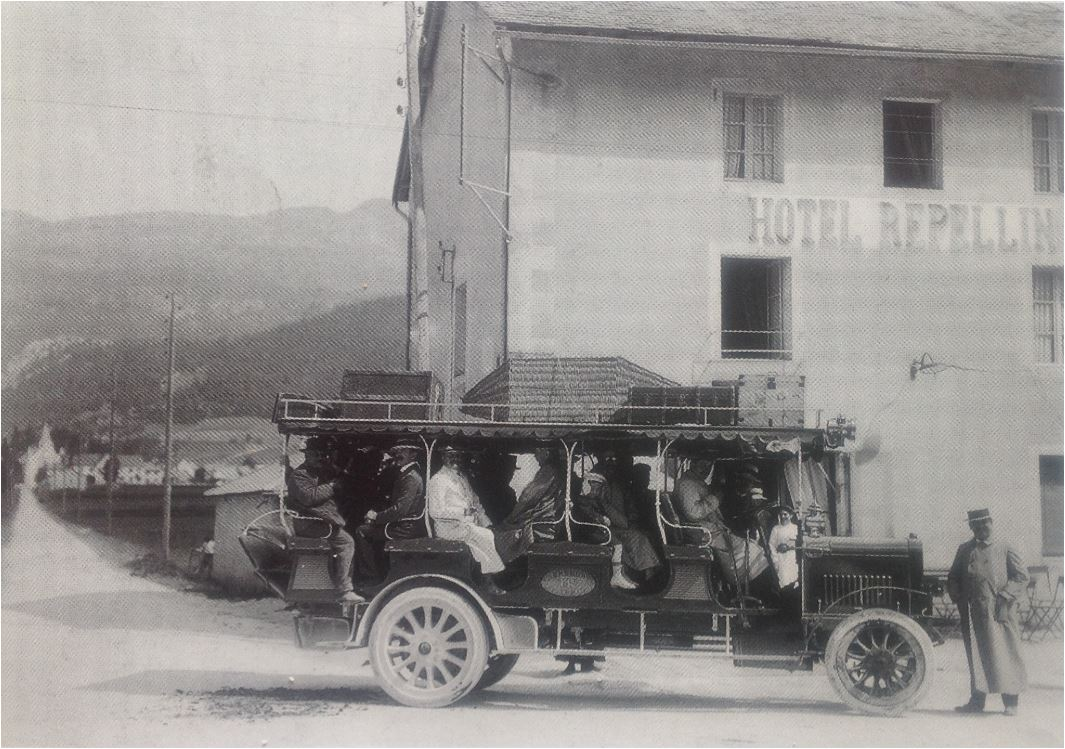
Autocar à l'arrêt de Jaume. 1911.

Le 11 juillet 1911, les autocars des établissements Repellin et Traffort assurent un service régulier entre Villard-de-Lans et Grenoble qui fait halte à Lans. Puis, en 1925, Émile et Victor Huillier s'installent sur cette ligne avec leur premier autocar. Le nombre de véhicules croit rapidement et le service rendu supplante celui du tramway.
En 2019, trois lignes quotidiennes d'autocars Transisère desservent Lans-en-Vercors. L'arrêt à l'office de tourisme est systématique. Ainsi le lieu, proche de l'ancien relais de pataches et antérieurement gare de tramway, reste névralgique sur la route de Villard-de-Lans à Grenoble. L'une des lignes relie Villard-de-Lans à Grenoble via Engins et effectue six à neuf allers-retours. L'autre va de Lans-en-Vercors à Grenoble via Saint-Nizier-du-Moucherotte et réalise deux à quatre allers-retours. La dernière reste sur le plateau et joint Villard-de-Lans à Lans-en-Vercors en passant par Autrans-Méaudre en Vercors moyennant cinq à sept allers-retours.
Le temps de liaison est comparable à celui d'une automobile pour un même trajet. Le réseau interurbain de l'Isère qui appartient au conseil général de l'Isère est largement à la charge de la collectivité. L'usager peut aussi bénéficier d'une prise en charge de l'employeur. L'ensemble le rend financièrement très compétitif vis à vis d'un véhicule individuel dans ces conditions.

#### Hélicoptère
L'hélicoptère, utilisé par les secours d'urgence, s'affranchit des aléas du réseau routier et permet une évacuation rapide vers Grenoble. Ceci est important en montagne. Il n'existe pas d'hélisurface à Lans-en-Vercors. Au pied du domaine de l'Aigle, situé presque en plein bourg, se trouvent des terrains plats desservis par une route goudronnée. Ceci permet aussi l'accès aux véhicules de secours. Une manche à air s'y trouve en permanence puisqu'il s'agit d'une aire d'atterrissage de parapentes. L'ensemble réunit de bonnes conditions pour le transfert d'un véhicule terrestre vers un hélicoptère posé en sécurité même en hiver.

## Urbanisme

### Typologie
Au 1er janvier 2024, Lans-en-Vercors est catégorisée commune rurale à habitat dispersé, selon la nouvelle grille communale de densité à sept niveaux définie par l'Insee en 2022.
Elle appartient à l'unité urbaine de Lans-en-Vercors, une unité urbaine monocommunale constituant une ville isolée,. Par ailleurs la commune fait partie de l'aire d'attraction de Grenoble, dont elle est une commune de la couronne,. Cette aire, qui regroupe 204 communes, est catégorisée dans les aires de 700 000 habitants ou plus (hors Paris),.

### Occupation des sols
L'occupation des sols de la commune, telle qu'elle ressort de la base de données européenne d’occupation biophysique des sols Corine Land Cover (CLC), est marquée par l'importance des forêts et milieux semi-naturels (60,1 % en 2018), une proportion sensiblement équivalente à celle de 1990 (60,4 %). La répartition détaillée en 2018 est la suivante : 
forêts (47,4 %), prairies (28,5 %), milieux à végétation arbustive et/ou herbacée (7,9 %), zones urbanisées (6 %), espaces ouverts, sans ou avec peu de végétation (4,8 %), zones agricoles hétérogènes (4,7 %), espaces verts artificialisés, non agricoles (0,7 %). L'évolution de l’occupation des sols de la commune et de ses infrastructures peut être observée sur les différentes représentations cartographiques du territoire : la carte de Cassini (XVIIIe siècle), la carte d'état-major (1820-1866) et les cartes ou photos aériennes de l'IGN pour la période actuelle (1950 à aujourd'hui).

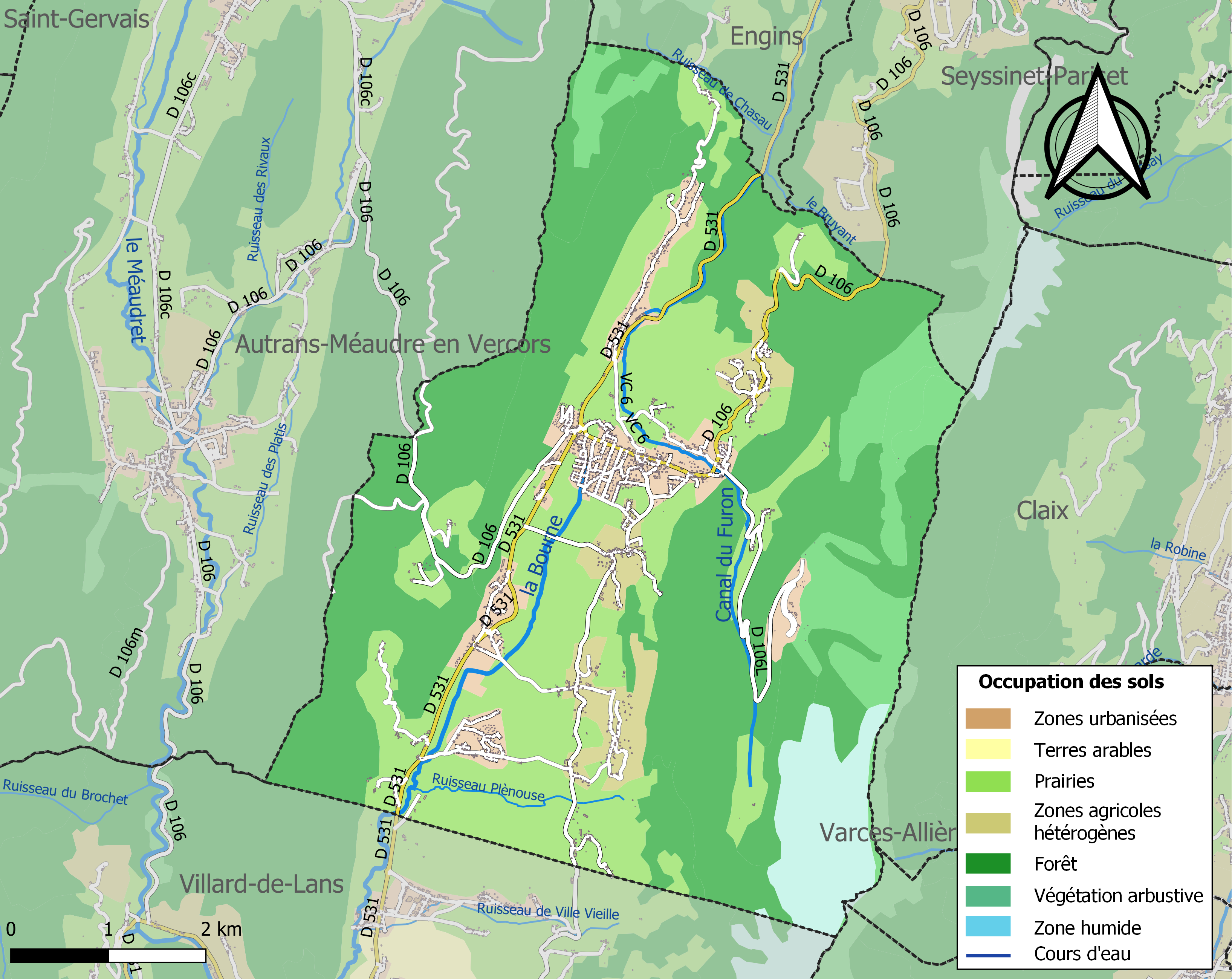
Carte des infrastructures et de l'occupation des sols de la commune en 2018 (CLC).

### Morphologie urbaine
Le chef-lieu communal s'étend, selon un axe est-ouest, le long de la RD 106 au niveau de la ligne de partage des eaux entre le Furon au nord et la Bourne au sud.
|                                       | Pourcentage | Superficie (en hectares) |
| ------------------------------------- | ----------- | ------------------------ |
| Zone urbaine                          | 4,63 %      | 179                      |
| Zone naturelle                        | 66,10 %     | 2558                     |
| Zone agricole                         | 29,27 %     | 1133                     |
| Source : PLU 2013 de Lans-en-Vercors. |             |                          |

En 2013, le conseil municipal approuve le plan local d'urbanisme (PLU) et réduit ainsi de 18 hectares la zone urbaine. La capacité d'urbanisation résiduelle est ramenée à 14,4 hectares. Ceci correspond à une réduction par deux de son objectif de 1999. En contenant ainsi l'urbanisation, il souhaite recentrer l'habitat sur le bourg et les hameaux ainsi que préserver le patrimoine architectural,.
À la même date, il cède donc 18 hectares à l'activité agricole et pastorale qui constitue un élément économique essentiel en elle-même — par exemple avec la production de bleu du Vercors-Sassenage ayant une appellation d'origine contrôlée — et avec le tourisme induit.

### Hameaux
La répartition des 32 hameaux de la commune, d'importance sensiblement égale, est homogène. Situés le long de deux axes routiers — vieille route de Villard-de-Lans et RD 531 — ils bordent le val de Lans. Donc, au milieu du territoire, ils occupent schématiquement les côtés d'un parallélogramme de 2,5 km sur 5 km soit environ un tiers de la surface communale. Les forêts n'occupent pas le val ce qui permet l'exploitation agricole,.
Le Peuil est particulier car jusqu'à la Révolution il est le centre administratif des Quatre Montagnes. Il se trouve sur un promontoire, or la toponymie du Peuil — probablement du latin podium, hauteur — désigne selon André Pégorier dans les Alpes un « banc de rocher affleurant sur un versant et y déterminant un ressaut. »
Les dénominations marquent quelques particularités. Deux noms rappellent que les lieux sont marécageux ainsi les Jailleux tiennent leur nom de la Jaille qui est un marécage où divaguent les sources de la Bourne et Jaume est issu de Marais de Jomme maintenant bâti. Les Bernards témoignent de l'Ancien régime ainsi la carte de Cassini — feuille 119, libellée « Grenoble », levées 1765-1777 — mentionne le Mas Bernard sur cet emplacement. Or Mas provient du mot manse propriété agricole du seigneur exploitée en partie pour son compte par des paysans. Les Hérauds, hameau de l'extrême sud de la commune, est particulier du fait de l'installation très précoce d'une classe, cependant son orthographe les Hérauts, plus martiale, est fautive. En souvenir de la famille Eyraud de Saint-Marcel, jadis riche propriétaire des terres, on aurait pu écrire les Eyrauds. Il est également lu sur un parcellaire du XVIIe siècle les Héros. Pour mémoire les Petits-Geymonds ne doivent pas être confondus avec les Geymonds, hameau de la commune voisine Villard-de-Lans.

### Logement
En 2017, le nombre total de logements dans la commune est de 2 069, alors qu'il est de 427 en 1968.
Parmi ces logements, 55,5 % sont des résidences principales, 40,6 % des résidences secondaires et 3,9 % des logements vacants. Ces logements sont pour 57,5 % d'entre eux des maisons individuelles et pour 39,2 % des appartements.
La proportion des résidences principales, propriétés de leurs occupants est de 73,8 %, assez identique par rapport à 2007 (71,2 %). La part de logements loués est de 23,7 % contre 25,9 %, leur nombre étant en légère hausse 272 contre 252.

### Projets d'aménagement
Depuis le 1er janvier 2016 la communauté de communes du Massif du Vercors est compétente pour la « réalisation, l'aménagement et la gestion des zones d'activités existantes, de leurs extensions et des nouvelles zones à créer ». Dans ce cadre, le 22 décembre 2017, elle envisage de créer la zone d'activités économiques des Jaumes située sur la commune proche du carrefour de Jaume le long de la RD 531,. L'objet est d'associer à la zone artisanale un pole également économique.

### Risques naturels
Le val de Lans est un ancien lac d'où sont issus les cours de la Bourne et du Furon. Il est constitué par endroits de zones marécageuses. Le plan de prévention du risque inondation tient compte du risque de crue de ces rivières sur ce sol marécageux,.
Pour le risque sismique, Lans-en-Vercors est classée en zone 4, c'est-à-dire de sismicité moyenne sur une échelle dont le maximum est la zone 5 ou sismicité forte. Ceci est dû à sa situation dans les Alpes,.

## Toponymie
Le nom de la localité est attesté sous les formes Lancium, Lanz au XIe siècle, Lantz et Lanche au XIIe siècle puis Lamps au XVIIe siècle, enfin Lans jusqu'en 1947,.
Albert Dauzat considère qu'il s'agit d'un nom de personne latin Lancius, Lantius utilisé absolument. Hypothèse reprise par la suite, formulant de surcroît le caractère sous-entendu du mot latin fundus « ferme, pièce de terre, propriété », d'où le sens global de « propriété de Lantius » ou « de Lancius ».
L'adjonction du déterminant complémentaire en-Vercors date de 1947.
Le Vercors est mentionné sous la forme Vercorium et parfois Vercosium dans les actes médiévaux des XIIe et XIIIe siècles ce qui correspond probablement à l'ethnonyme gaulois Vertamocorii. Selon Xavier Delamarre, le nom se décompose en Uertamo-cori, sur uertamos (vertamos) « sommet » ou « excellent, supérieur » et attesté comme nom commun à l'accusatif in uertamon dans l'inscription sur tesson en langue gauloise de Cajarc (redresta in uertamon nantou, « qu'il monte au sommet de la vallée »). Vertamo est en fait un superlatif en -tamo-, sur uer- (ver-) « sur, dessus ». Le second élément -corii représente le mot corio « troupe, armée » que l'on rencontre dans divers noms de peuples gaulois, comme les Tricorii ou les Petrocorii. Le sens global de Vertamocori est donc celui de « troupes du sommet » ou « excellentes troupes ».
Le Vercors est désigné dans les écrits du début du XXe siècle par « la métaphore de la forteresse ». Celle-ci est comprise au sens de protection du mode de vie ancestral des montagnards et s'applique aux communes du Vercors drômois. Lors de la Seconde Guerre mondiale le maquis du Vercors l'érige comme une « forteresse de la Liberté ». Lans revendique après-guerre les valeurs nationales — sans méconnaître l'impact touristique. Prudemment l'Institut géographique national — qui succède au Service géographique de l'Armée, dissous en 1940 — propose d'adjoindre le qualificatif sous Vercors à deux communes de l'Isère (Lans et Saint-Nizier), ce d'autant que ses travaux géographiques étendent les limites du Vercors.
Le 5 mai 1947, est accordé par décret à Lans le nom de Lans-en-Vercors,,.

## Histoire

### Préhistoire et Antiquité

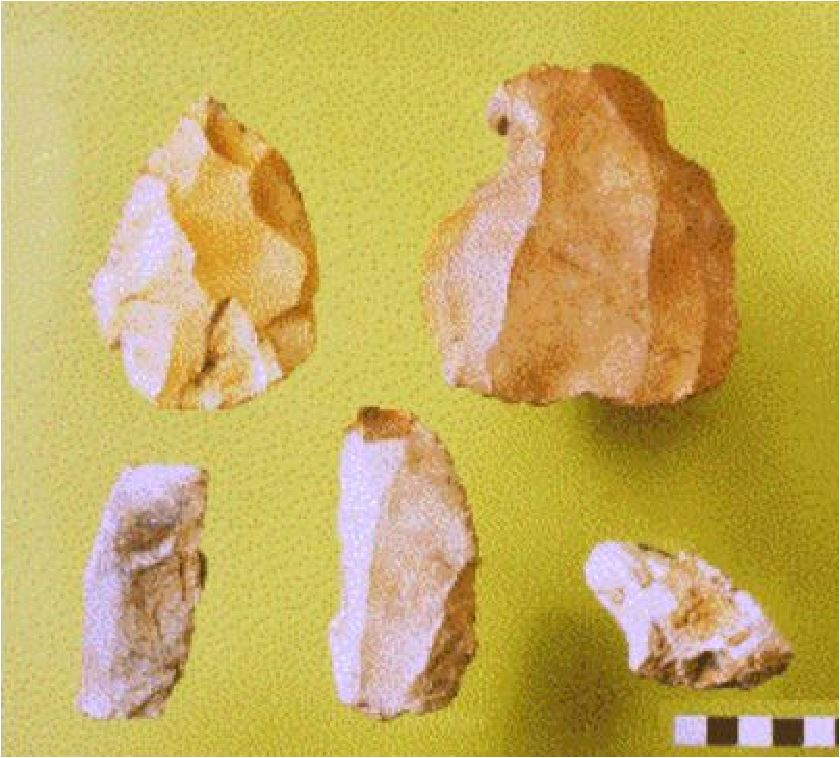
Outils en silex du Paléolithique moyen du val de Lans. (Aimé Bocquet).

Il y a plus de 100 000 ans, entre les périodes glaciaires du Riss et du Würm, durant le Paléolithique moyen, des Néandertaliens exploitent les affleurements siliceux du val de Lans. Probablement le couvert végétal, plus discret en altitude, permet plus facilement la mise en évidence et l'exploitation des filons de silex. Si des ateliers de taille ont été découverts — par exemple à la grotte de l'Olette,, —, on ne dispose d'aucune trace d'une occupation installée. Celle-ci est saisonnière et de courte durée,.
Durant l'Antiquité, un peuple celte — Allobroges ou Vertacomicori ? —, s'installe sur les pentes qui dominent les vallées de l'Isère et du Drac. Probablement s'aventure-t-il sur les hautes terres. Lors de l'occupation romaine de la Gaule, il existe un chemin qui va de Sassenage à Die en passant par Lans. Mais aucune trace d'une installation durable ne s'observe dans le secteur de Lans. Il n'existe pas de témoignage des invasions successives par les Burgondes puis par les Francs dans le pays des Quatre Montagnes. L'implantation sédentaire semble acquise au début de l'optimum climatique médiéval.

### Moyen Âge

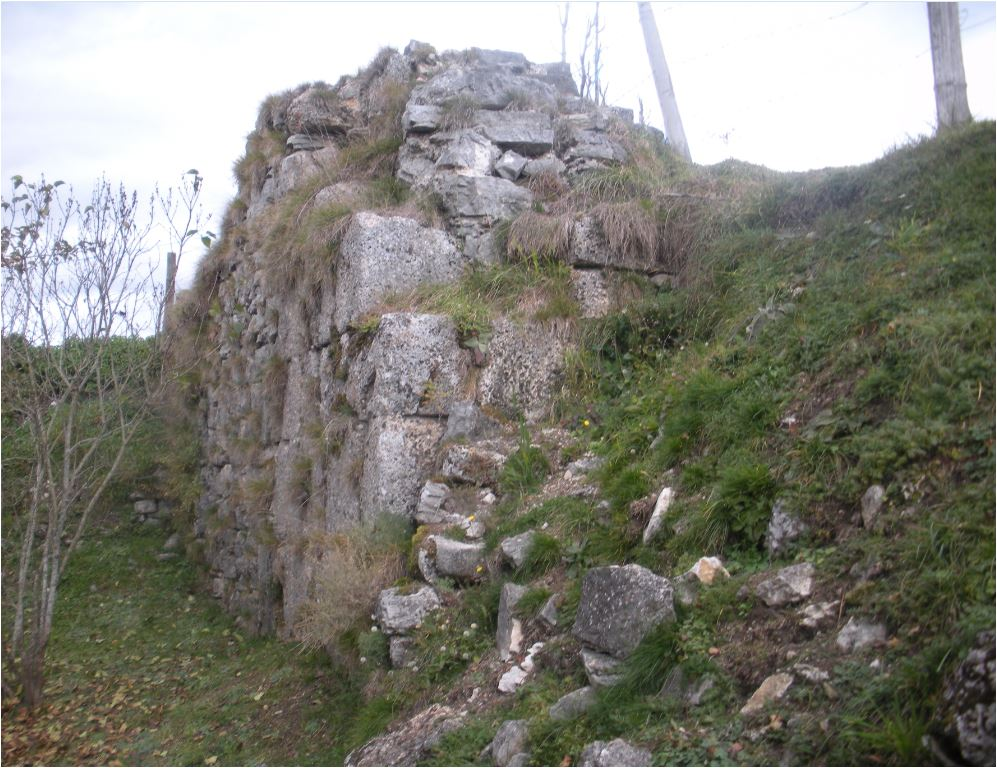
Ruines de la tour de la motte castrale du Peuil. 2015.

Après l'affaiblissement du pouvoir central détenu par les successeurs de Charlemagne naît la féodalité. Les hommes de guerre gardent pour eux ce que le pouvoir royal n'est plus en mesure de leur réclamer.
Sur ordre d'un seigneur, une motte castrale est érigée au Peuil par les habitants asservis. Le premier seigneur connu est, à la fin du XIe siècle, le chevalier Rainald — ou Rainaud, Reynald… Il devient le vassal des puissants seigneurs de Sassenage. La tour en bois fait alors place à une tour en pierre. En 1339, une enquête portant sur la valeur des biens du Dauphin décrit une « tour carrée de six toises de haut entourée d’une enceinte de murs de soixante-quatre toises ». La motte castrale est actuellement visible d'une très large partie du val de Lans sous forme d'une surélévation de terre appuyée sur un affleurement rocheux de 11 m qui reçoit une plateforme de 28 m sur 47 m.
Les vestiges d'une maison forte ou d'un pigeonnier du XIVe siècle témoignent au hameau des Falcons de l'époque : il s'agit d'une plate-forme entourée de son fossé, quelques pans de mur et une tour ronde, de 5 m de diamètre avec une élévation maximum de 2,30 m. La ruine des Falcons est portée comme un château sur la carte de Cassini,.
Autour de la motte du Peuil se construit le village de Lans. Le mandement de Lans est aussi peuplé qu'aujourd'hui et neuf nobles y sont connus qui se partagent les tenures et les manses. Ils obtiennent ainsi des céréales, du seigle, de l'orge, de l'avoine et un peu de froment. Le sort des manants est légèrement amélioré par une charte signée par Albert de Sassenage en 1338. Elle s'avère peu généreuse avec persistance des impôts, des corvées, l'obligation de se servir du moulin du seigneur ou de mettre à sa disposition les bêtes. Les relations avec la vallée se font par le chemin de Sassenage mais aussi le col de la Berche — ou de la Brèche — (col de l'Arc).
Initialement une chapelle castrale puis une église — de façon certaine en 1080 — existent à Lans. Enfin Notre-Dame-de-Lanceio est érigée au nord du Peuil. Le site est excentré mais probablement proche d'un cimetière. Après avoir pensé, selon une croyance païenne, que les morts nuisent aux vivants, l'idée est de « rassembler les vivants et les défunts et offrir à ceux-ci un espace sacré bénéfique. » Cet édifice roman comporte deux chapelles dont on ne peut pas présumer de la date de construction. L'une dédiée à saint Barthélemy est la propriété de la famille Garcin de Lans, l'autre dédiée à la Sainte-Croix est la propriété du prieuré. Quelques restes construits vers la fin du XIIe siècle ou le début du XIIIe siècle sont encore visibles dans l'église.
Le 23 avril 1343, Philippe VI, roi de France, achète le Dauphiné dont fait partie Lans au dauphin Humbert II.
La peste noire atteint au XIVe siècle les Quatre Montagnes et instaure des temps de misère. En soixante ans, Lans perd trois-quarts de ses 533 feux.

### Temps modernes

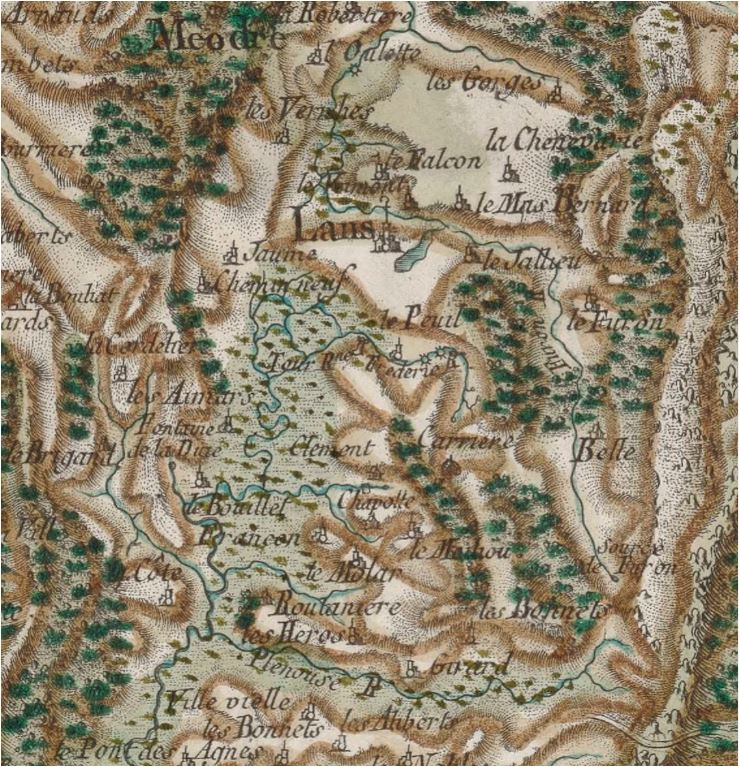
Lans sur la carte de Cassini no 119. 1765-1777.

Les guerres de religion n'épargnent pas l'histoire locale. Ainsi le 8 janvier 1563, Pierre de Theys dit le capitaine La Coche, lieutenant protestant du baron Adrets se saisit du baron de Sassenage réfugié — après un assaut infructueux contre Grenoble — dans son château de Lans au Peuil sans rencontrer la moindre résistance. Aucun dommage n'est fait à l'église lors du passage de la troupe. Les Lantiers las d'entretenir le château le démolissent en partie et obtiennent de leur seigneur de ne pas le reconstruire. Les huguenots réhabilitent la tour et l'occupent mais un lieutenant du baron de Gordes la reprend par surprise en 1576 aux hérétiques. Certes, Laurent de Sassenage se convertit au calvinisme et tente d'établir la religion réformée mais un siècle plus tard seul un Lantier semble l'avoir suivi dans cette démarche,.
En 1710, Guillaume de l'Isle, premier cartographe du roi — Louis XIV — ignore dans la levée de la carte du Dauphiné les paroisses des Quatre Montagnes et donc Lans. Ces terres paraissent inconnues des géographes qui les représentent sous la forme de montagnes inhabitées. Cinquante ans plus tard, la carte no 119, levée entre 1765 et 1777 sous la direction de César-François Cassini, démontre l'existence de l'agglomération,.

### Révolution française et Empire

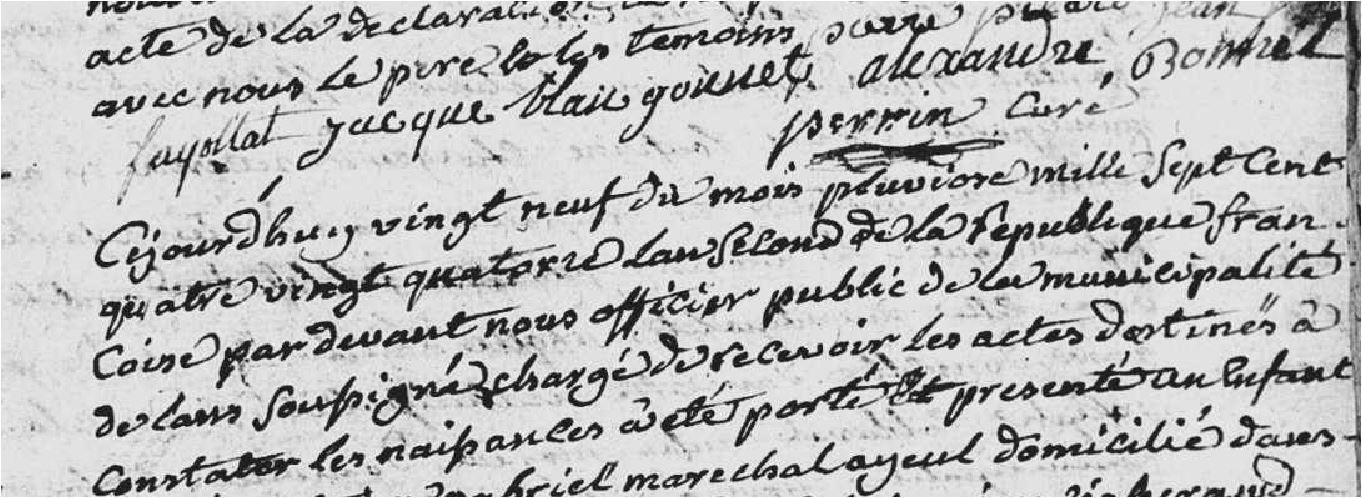
Signature Perrin curé sur un registre d'état civil en 1794.

La communauté de Lans est la première rencontrée en arrivant sur le plateau du Vercors et à ce titre elle se trouve la première confrontée aux évènements de Grenoble qui annoncent la Révolution.
Le 31 août 1789 la Grande Peur gagne le pays des Quatre Montagnes et conduit Lans à envoyer un piquet important à Villard-de-Lans.
Puis les privilèges sont abolis et les biens du clergé nationalisés. Le 14 septembre 1789 l'Assemblée nationale constituante crée les mairies et par décret du 22 décembre 1789 les cantons. D'emblée la commune de Lans est également chef-lieu de canton. Les modalités de la création de la commune de Lans — l’unité territoriale recouvre probablement celle de la paroisse — restent inconnues en raison de la disparition des archives communales.
Les habitants s'organisent pour racheter au département les terres confisquées. Si cette restitution est appréciée, il est des mesures auxquelles les Lantiers sont plus hostiles. Tel est le cas des subversions religieuses. Ainsi l'église n'est ni dégradée ni utilisée pour un usage profane. Avec la protection de la population, Jean-Baptiste Perrin, curé de Lans, bien que prêtre réfractaire, demeure. De façon singulière, il est même chargé de tenir le registre d'état civil en tant qu'officier de la municipalité et signe « Perrin curé ». Après son absence, en février 1794, des insermentés cachés dans d'autres communes, viennent clandestinement exercer leur apostolat. De même, toute forme de conscription est bannie dans ce milieu rural où tous les bras sont bienvenus pour les travaux des champs. La gendarmerie, molestée, ne fait donc plus de patrouille pour chercher les déserteurs et ne paraît pas aux fêtes nationales. L'adhésion aux valeurs révolutionnaires n'est pas totale. Il n'est pas possible de trouver d'agent communal. Un adjoint rit et provoque les rires en lisant les textes de loi. En 1797, un premier arbre de la liberté est planté au Peuil mais la garde nationale est absente. De surcroit il est scié. À quelques semaines d'intervalle une nouvelle plantation est suivie des mêmes effets.
En 1795, le Directoire crée les municipalités des cantons. Lans, chef-lieu de canton, devient alors municipalité cantonale. L'assemblée des conseillers communaux, formée par les représentants des communes avoisinantes, y délibère. Cependant après un réquisitoire en quinze points, Jean-Gabriel Jullien, commissaire de la République et représentant de Villard-de-Lans, soumet à l'assemblée le 30 brumaire An VIII (9 novembre 1799) le transfert du chef-lieu au profit de sa commune, de surcroît plus importante. L'ensemble est résumé ainsi par le commissaire : « L'esprit public est généralement mauvais à Lans. » Le vote favorable est entériné par Grenoble, et Lans n'est plus chef-lieu,.
Les rapports de la commune avec le monde extérieur sont aussi marqués par les conflits armés de 1792 à 1815. Aucune archive semble répertorier les conscrits lantiers de cette période. Pourtant des documents attestent du caractère impopulaire de cette conscription en raison de son importance. À terme il est distribué dix médailles de Sainte-Hélène à des Lantiers sachant qu’elles sont 1 236 pour le département de l’Isère.

### Époque contemporaine

#### XIXesiècle

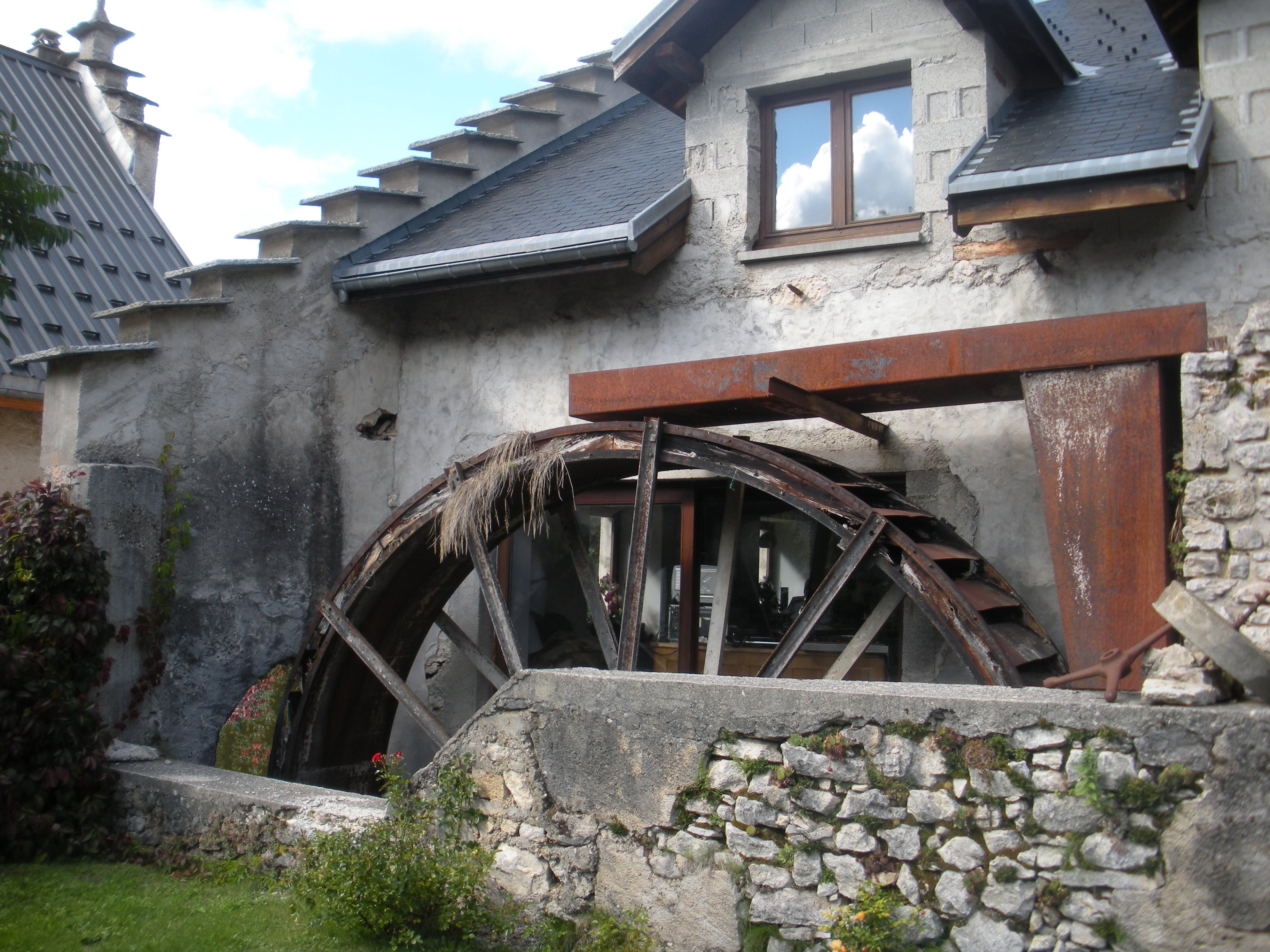
Moulin d'en bas au Peuil. 2015.

Le début du XIXe siècle est marqué par la construction d'une voie de communication « praticable à de petites voitures seulement » vers Grenoble. Celle-ci passe par Lans. Elle est la première — et reste la seule pendant quinze ans — du Vercors. Elle le sort de son isolement. L'agriculture et l'élevage se développent avec l'acheminement des engrais et le commerce du bétail. L'exportation du bois de marine pour l'État, et du bois de construction pour Grenoble s'amplifie. Ainsi, les grumes — troncs d'arbre — amenées aux scieries par des vaches — villardes — peuvent ensuite être chargées sur les chars par des chèvres — treuils manuels. Le bois est alors vendu notamment dans la vallée.
Au début du XIXe siècle le conseil municipal décide de faire payer une location aux utilisateurs de certains terrains qui servent surtout à la pâture — essentiellement des terres marécageuses et des zones pentues de montagne. Mais quelques habitants estiment que ce sont des propriétés privées selon des actes d'albergement établis depuis la fin du Moyen Âge et reconduits. Ce problème cause à Lans « plus de troubles que toute la période révolutionnaire ». Les procédures dressent « les communaux » contre les autres pendant les deux premiers tiers du siècle avant que le conflit cesse,.
Au pays des Quatre Montagnes l'importance des revenus forestiers est majeure. Dès le XIIe siècle les forêts, propriété du seigneur, servent comme bois de chauffage ou de construction. La Révolution les confisquent aux nobles, elles deviennent alors communales et sont exploitées de façon désordonnée. Avec l'ordonnance royale du 11 octobre 1820 « s’affirme un renouveau forestier ». Or, depuis au moins septembre 1605, il existe un différend entre Lans et Méaudre à propos des limites de la forêt de Guiney. Ce n'est qu'en 1839 que la justice décide définitivement que les cinquante hectares de bois sont la propriété privée de la commune de Méaudre. Depuis elle paye des impôts fonciers à Lans mais elle garde le revenu des coupes.
Six moulins à eau fonctionnent sur le territoire de Lans au XIXe siècle. Leurs fonctions de scierie et d'écrasement indiquent que l'industrie du bois devient aussi florissante que l'agriculture et l'élevage. Au Peuil, le rif de Freydéris — devenu torrent du Peuil — s'écoule sous les deux moulins connus dès 1559 qui existent toujours. L'eau du Moulin à grande roue — devenu Moulin d'en haut — est conduite en aval, sous la route, par un caniveau à ciel ouvert en bois au Moulin blanc — devenu Moulin d'en bas. Le premier permet de fabriquer de la farine pour les animaux. À la fin du XIXe siècle l'énergie de l'eau est aussi utilisée pour adjoindre une scierie. Celle-ci est en fonction jusqu'à la dernière guerre. Le second est réservé à la fabrication de farine pour l'homme. En 1962, ils sont arrêtés notamment parce que la culture cède le pas à l'élevage laitier. Dans les années à venir une centrale hydroélectrique personnelle est envisagée avec le Moulin d'en bas,,.

#### XXesiècle

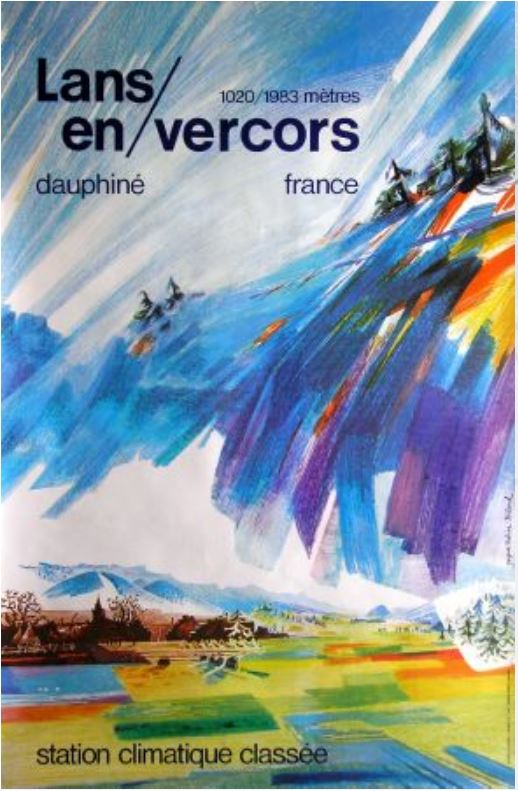
Affiche promotionnelle (Jacques-Antoine Biboud 1975).

Au début du XXe siècle le centre de vie des Lantiers se déplace. Sur le cadastre dit napoléonien, « terminé sur le terrain le 19 novembre 1823 », « le village de Lans » ne comporte qu'une dizaine d'habitations. Le développement des voies de communication, qui associe les routes et le rail, rend le Peuil lointain. Alors la dizaine d'habitations décuple à deux kilomètres du bourg ancestral et abandonne l'ancien centre administratif de tout le val de Lans. L'agglomération actuelle croît autour de la mairie et de l'église,.
Durant les années 1920, Lans devient un centre de climatisme pour les enfants non tuberculeux. Pierre Chabert, industriel introduit dans le monde politique national, est maire de Lans. Il édicte un arrêté municipal qui stipule que toute personne voulant séjourner dans la commune doit produire un certificat de non contagion. À défaut, les hôteliers ou les hébergeurs peuvent voir leur eau coupée. Puis la commune se spécialise vers le climatisme préventif — ainsi que les Quatre Montagnes qui suivent son exemple. Ceci contribue au développement du tourisme avec notamment la visite des familles. En 1937, elle abrite huit hôtels et sept pensions d'enfants. Le 4 février 1955 un arrêté l'érige en station climatique.
Cet important propriétaire terrien, à l'occasion d'un déplacement, étudie le tourisme de luxe aux États-Unis. Il en importe à Lans un plan de lotissement en damier. De surcroit, chaque maison doit comprendre un terrain entretenu entre la chaussée et l'habitat avec une clôture qui n'excède pas deux mètres de hauteur. Aucun hôtel n'excède plus de cinq étages. Tout établissement industriel ou de soins est écarté. Cette politique, encore visible, dessine le plan du bourg.
Lors de la Seconde Guerre mondiale, le maquis du Vercors se constitue. La répression du 11 juin au 19 août 1944 y met fin. La commune de Lans, occupée le 15 juillet, est relativement épargnée grâce à son maire et au secrétaire de mairie. Cependant, sur le territoire, elle recense à la suite de ces évènements quinze victimes — tués, fusillés, disparus ou déportés non revenus — ainsi qu'une dizaine de maisons brulées.
En 1953, la commune développe le tourisme hivernal et crée des pistes de ski au sein du domaine de l'Aigle contigu du bourg. Puis en 1975, elle développe cette offre en construisant à distance de l'agglomération un stade de neige. Par sa conception non urbanisée il prévoit la charte du parc naturel régional du Vercors en cours d'élaboration,.

## Politique et administration

### Liste des maires

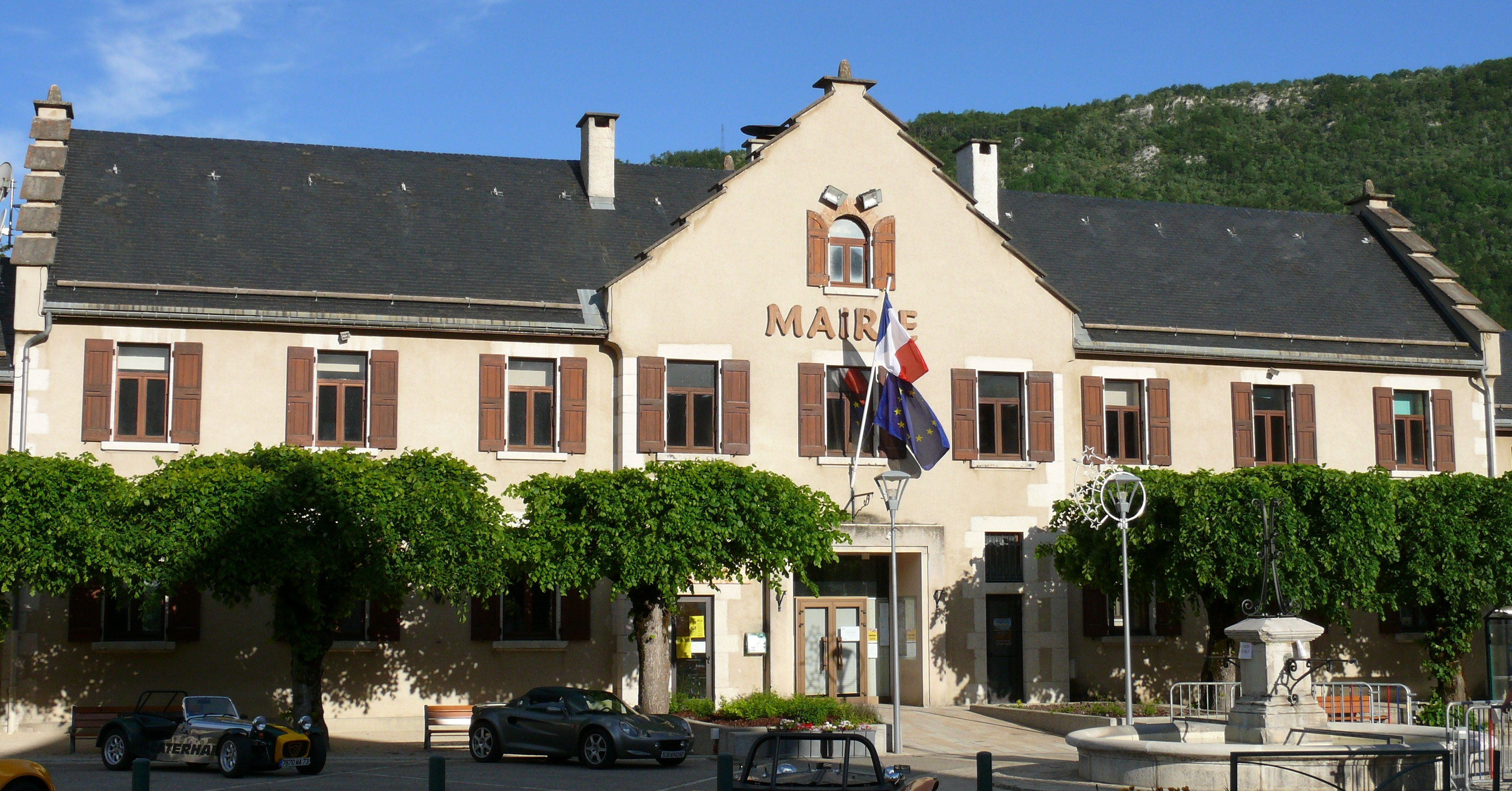
Mairie de Lans-en-Vercors (ex maison communale et d'école). 2010.

| Période | Période                     | Identité              | Étiquette | Qualité                      |
| ------- | --------------------------- | --------------------- | --------- | ---------------------------- |
| 2001    | 2008                        | Guy Charron           | DVD       | Fonctionnaire de catégorie A |
| 2008    | 2014                        | Jean-Paul Gouttenoire | PS        | Retraité salarié IME         |
| 2014    | En cours (au 30 avril 2014) | Michaël Kraemer       | LDIV      | Ingénieur                    |

### Services

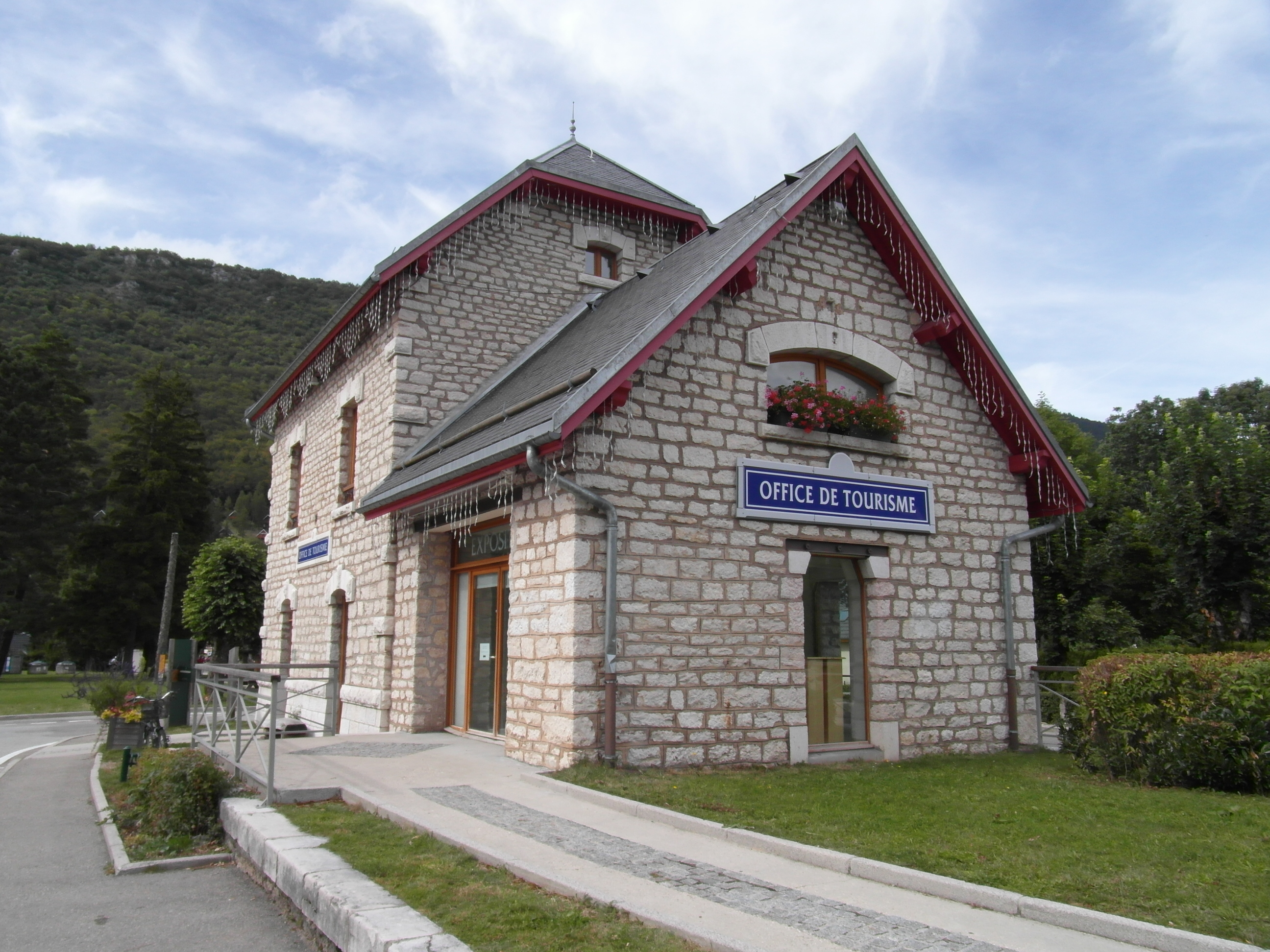
Gare du tramway à Lans devenue office de tourisme (depuis l'ex-voie).

L'ordonnance royale du 25 mars 1838 indique que chaque commune doit disposer d'une maison communale et d'une maison d'école avant 1844. Mais, à Lans, ce n'est qu'en 1865 que le principe de construction est voté. Initialement un seul bâtiment, face à l'église, réunit les deux. Au centre se trouve au rez-de-chaussée une remise pour la pompe à incendie et à l'étage la salle de mairie et le cabinet du maire. De chaque côté est disposée une classe pour les filles et les garçons. Une réception officieuse a lieu le 21 septembre 1871. En 1903, les ailes sont prolongées pour l'école. À la même date, en face, une fontaine est construite et des arbres sont plantés.
La commune dispose d'entités qui témoignent de son autonomie. Il est possible de citer un centre communal d'action sociale, une police municipale, un bureau de poste, etc.
Tel un clin d'œil au passé, l'office de tourisme fondé en janvier 1978, qui se situe initialement dans les locaux de la mairie, est transféré en 2004 dans l'ancienne gare du tramway,,. Alors que la promotion du tourisme est de la compétence de chaque commune, en novembre 2017, est créé l'office de tourisme intercommunal du Vercors regroupant celui d’Autrans-Méaudre en Vercors, de Lans-en-Vercors, de Saint-Nizier du Moucherotte et d'Engins. L'ancien hall de marchandises, contigu, sert à des expositions
La bibliothèque municipale a une portée géographique plus étendue. Elle est initialement créée en 1995 par des bénévoles issus du monde associatif. Puis le 12 septembre 2015 est inauguré le Centre culturel et sportif de Lans-en-Vercors — nommé « Le Cairn » — qu'elle intègre. Elle devient alors la médiathèque intercommunale — dite tête de réseau — de la communauté de communes du Massif du Vercors. Les bibliothèques avoisinantes gardent leurs fonds mais chaque acquisition devient concertée. Enfin les livres circulent par le réseau. À terme les communes qui ne disposent pas de bibliothèque intègrent le réseau. Le financement revient à chaque commune et à une subvention du conseil général.
Le Cairn dispose également d'un amphithéâtre servant essentiellement de salle de cinéma où les projections sont pluri hebdomadaires. D'autres salles sont dévolues aux associations.
Sur la commune se trouve la maison du parc naturel régional du Vercors dont elle est le siège. Sa médiathèque, d'importance régionale, est accessible au public.

### Politique environnementale

#### Tri des déchets
En 1980 est initié le tri du verre et depuis 2000, au sein de la communauté de communes du Massif du Vercors, Lans-en-Vercors applique le tri des ordures ménagères. En 2010-2011, des conteneurs semi-enterrés sont disposés à certains carrefours et remplacent les bacs roulants. Ceci participe « à la qualité de l’environnement et des paysages ». Il n'existe plus de collecte aux domiciles. Après un ramassage vers Villard-de-Lans le traitement définitif se fait à Penol. La pratique du compostage individuel est encouragée ainsi qu'en témoignent les conteneurs dans les jardins.

#### Eau et assainissement
Lans-en-Vercors, pour traiter les eaux usées, bénéficie depuis le 6 octobre 2012 d'une station d'épuration qui emploie un procédé par méthanisation. Celle-ci est située à Villard-de-Lans. Le dispositif est tel que la Bourne garde une « qualité d’eau exceptionnelle ». Cette installation est complétée par une usine de compostage. Le partage de ces usines par cinq communes de la communauté de communes du Massif du Vercors veut témoigner d'« une démarche globale de développement durable ». Actuellement 75 % des habitations sont reliées au réseau collectif et 18 % des foyers fonctionnant avec des fosses septiques doivent également être raccordés d'ici 2020.

### Finances locales
Le tableau ci-dessous présente l'évolution de la capacité d'autofinancement, un des indicateurs des finances locales de Lans-en-Vercors, sur une période de dix ans.
|                      | 2011 | 2012 | 2013 | 2014 | 2015 | 2016 | 2017 | 2018 | 2019 | 2020 | 2021 |
| -------------------- | ---- | ---- | ---- | ---- | ---- | ---- | ---- | ---- | ---- | ---- | ---- |
| Lans-en-Vercors      | 291  | 257  | 246  | 299  | 224  | 140  | 85   | 55   | 146  | 181  | 240  |
| Moyenne de la strate | 210  | 215  | 210  | 201  | 167  | 166  | 166  | 172  | 181  | 188  | 188  |

| Unités : en ordonnée €/habitant, en abscisse année. ■ CAF de Lans-en-Vercors. ■ CAF moyenne de la strate. |

Au cours des dix dernières années, la capacité d'autofinancement de la commune décroît progressivement et passe au-dessous de la valeur moyenne de la strate jusqu'à l'année 2016, puis elle croît progressivement pour passer au-dessus de la valeur de la strate en 2021. Le fonds de roulement peut être inférieur à la moyenne de la strate certaines années.
À titre indicatif 50 % du chiffre d'affaires de la commune se fait lors de la saison hivernale dont 70 % est attribué à la fréquentation du domaine de L'Aigle qui regroupe les pistes de ski alpin attenantes à l'agglomération.

### Jumelages

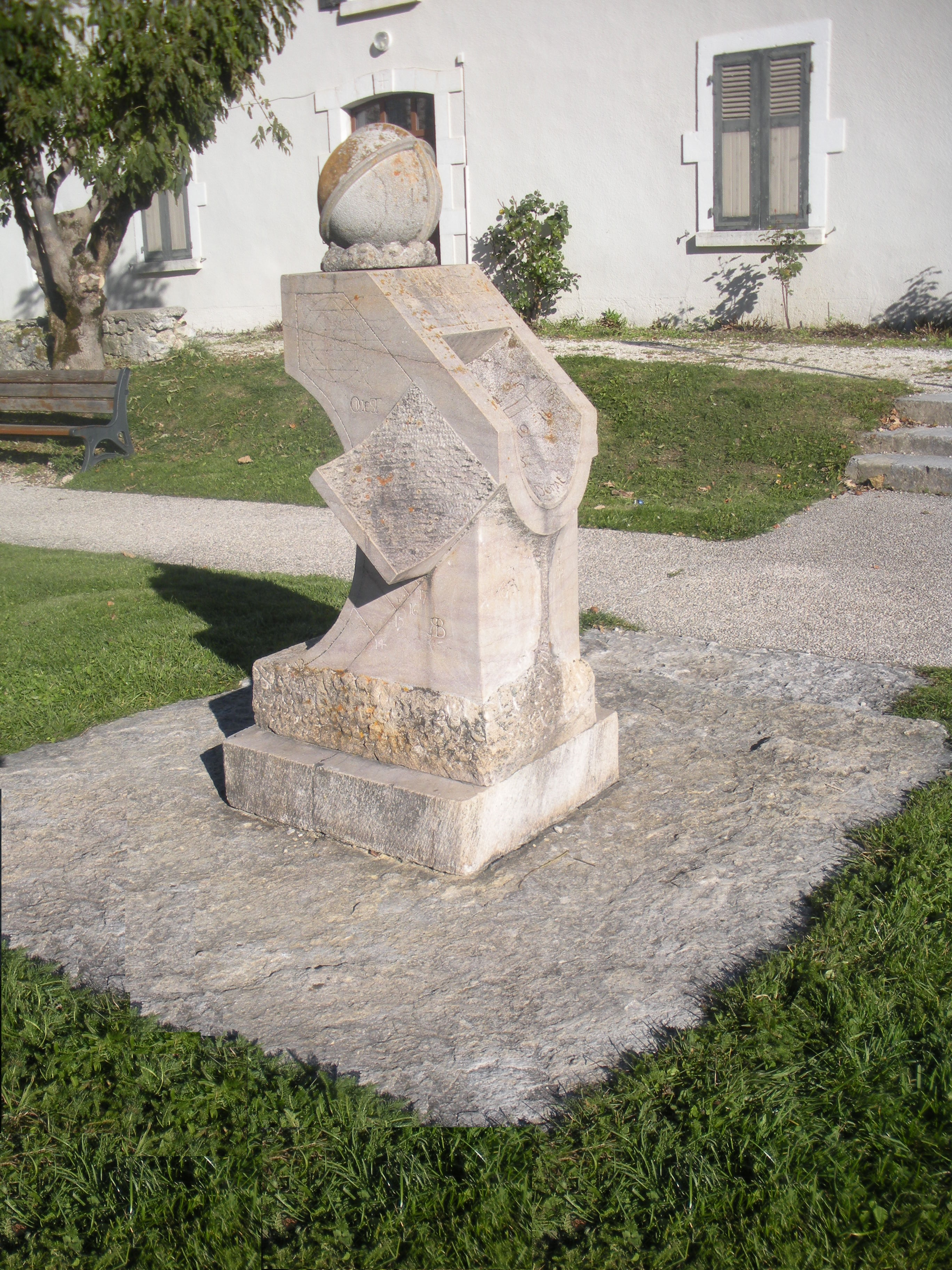
Bloc gnomonique offert par Saint-Donat (Armand Destroismaisons 1991).

Après de premiers contacts en 1988, Lans-en-Vercors est jumelée avec la commune québécoise de Saint-Donat depuis le 20 décembre 1990,. Dans ce cadre, en 1991, Armand Destroismaisons, artiste canadien, sculpte pour la commune un bloc gnomonique. La réalisation en pierre comporte quatre cadrans solaires surmontés d'un globe terrestre. À la partie supérieure se trouve un cadran polaire, dont la table est gravée mais dont le style est absent. En dessous, toujours au sud, se trouve un scaphé demi-cylindrique concave gravé de lignes d'heure en heure et dont les bords servent de styles. À l'est et à l'ouest, des lignes sont gravées sur deux surfaces planes qui créent deux tables pour un cadran vertical oriental et un cadran vertical occidental. Là encore les bords de la sculpture servent de styles,,.
En 2015 commencent des échanges avec la commune française des Côtes-d'Armor Trévou-Tréguignec. Le 5 juillet 2021 le jumelage est officialisé par la signature d'une convention. À cette occasion sont échangées des plaques de jumelage. L'une, destinée à la commune maritime, est fixée sur une dalle de lauze calcaire du massif du Vercors, et l'autre, destiné à la commune montagnarde est fixée sur une plaque de granit,.

## Population et société

### Démographie

#### Évolution démographique

##### Ancien Régime
Le recensement général des populations se trouve indirectement dans les procès-verbaux des révisions de feux. Ces documents fiscaux, périodiquement révisés, permettent de répartir la charge fiscale déterminée par le prince. Un feu peut correspondre à plusieurs foyers. Pour le Dauphiné l'estimation au XVe siècle est de cinq habitants pour un feu.
| 1339     | 1399     | 1441    | 1451    | 1474    | 1744     | 1760          |
| -------- | -------- | ------- | ------- | ------- | -------- | ------------- |
| 533 feux | 140 feux | 87 feux | 62 feux | 84 feux | 391 feux | 800 habitants |

En 1339, Lans a une population comparable à celle de 2012. Villard-de-Lans est considéré comme un hameau selon les cartulaires de saint Hugues, qui ne comptent que 383 feux. Mais une soixantaine d'années plus tard, trois-quarts de la population de Lans disparaît, probablement décimés par la peste noire. Elle perd sa première place qui revient à Villard-de-Lans avec 200 feux.
Le début du XVe siècle est marqué par la crise démographique suivi à sa moitié d'une reprise. À cette date la population représente 25 % des habitants des Quatre Montagnes. Elle vient après celle de Villard-de-Lans qui en possède 36 %.
Cette population est miséreuse puisque seuls 38 % des feux sont solvables c'est-à-dire possèdent pour dix francs or de biens. De nombreuses raisons sont avancées quant à la diminution des feux et à la pauvreté. Parmi celles-ci figurent des conditions climatiques arides rendant les récoltes parfois stériles, une oppression par les hommes du seigneur de Sassenage, une imposition écrasante par les nobles locaux et les épidémies. L'ensemble se résume ainsi : « lorsqu'ils ont tout payé il ne leur reste pas de quoi vivre, si ce n’est leur grande tristesse. »

##### Après la Révolution
L'évolution du nombre d'habitants est connue à travers les recensements de la population effectués dans la commune depuis 1793. Pour les communes de moins de 10 000 habitants, une enquête de recensement portant sur toute la population est réalisée tous les cinq ans, les populations de référence des années intermédiaires étant quant à elles estimées par interpolation ou extrapolation. Pour la commune, le premier recensement exhaustif entrant dans le cadre du nouveau dispositif a été réalisé en 2004.

En 2022, la commune comptait 2 698 habitants, en évolution de +2 % par rapport à 2016 (Isère : +3,07 %, France hors Mayotte : +2,11 %).
| 1793 | 1800 | 1806  | 1821  | 1831  | 1836  | 1841  | 1846  | 1851  |
| ---- | ---- | ----- | ----- | ----- | ----- | ----- | ----- | ----- |
| 980  | 898  | 1 060 | 1 013 | 1 076 | 1 155 | 1 180 | 1 265 | 1 170 |

| 1856  | 1861  | 1866  | 1872  | 1876  | 1881  | 1886  | 1891 | 1896 |
| ----- | ----- | ----- | ----- | ----- | ----- | ----- | ---- | ---- |
| 1 174 | 1 169 | 1 120 | 1 102 | 1 051 | 1 032 | 1 014 | 978  | 961  |

| 1901 | 1906 | 1911 | 1921 | 1926 | 1931 | 1936 | 1946 | 1954 |
| ---- | ---- | ---- | ---- | ---- | ---- | ---- | ---- | ---- |
| 888  | 893  | 846  | 726  | 717  | 721  | 738  | 923  | 867  |

| 1962 | 1968 | 1975 | 1982  | 1990  | 1999  | 2004  | 2006  | 2009  |
| ---- | ---- | ---- | ----- | ----- | ----- | ----- | ----- | ----- |
| 693  | 795  | 859  | 1 098 | 1 451 | 2 026 | 2 303 | 2 297 | 2 563 |

| 2014  | 2019  | 2022  | - | - | - | - | - | - |
| ----- | ----- | ----- | - | - | - | - | - | - |
| 2 652 | 2 676 | 2 698 | - | - | - | - | - | - |

L'accroissement du nombre d'habitants, de 4 % par an entre 1990 et 2014, est important. Il témoigne de la recherche d'un cadre de vie agréable. Il ne prend pas en compte les 2 000 touristes qui peuvent séjourner pendant les saisons d'hiver et d'été.

#### Pyramide des âges
La population de la commune est relativement jeune.
En 2018, le taux de personnes d'un âge inférieur à 30 ans s'élève à 33,3 %, soit en dessous de la moyenne départementale (37,1 %). À l'inverse, le taux de personnes d'âge supérieur à 60 ans est de 21,7 % la même année, alors qu'il est de 23,9 % au niveau départemental.
En 2018, la commune comptait 1 356 hommes pour 1 308 femmes, soit un taux de 50,9 % d'hommes, légèrement supérieur au taux départemental (48,99 %).
Les pyramides des âges de la commune et du département s'établissent comme suit.
| Hommes | Classe d’âge | Femmes |
| ------ | ------------ | ------ |
| 0,2    | 90 ou +      | 0,7    |
| 4,6    | 75-89 ans    | 4,6    |
| 16,7   | 60-74 ans    | 16,7   |
| 25,2   | 45-59 ans    | 25,2   |
| 18,9   | 30-44 ans    | 20,9   |
| 12,0   | 15-29 ans    | 12,5   |
| 22,5   | 0-14 ans     | 19,4   |

| Hommes | Classe d’âge | Femmes |
| ------ | ------------ | ------ |
| 0,6    | 90 ou +      | 1,6    |
| 6,7    | 75-89 ans    | 8,7    |
| 15,3   | 60-74 ans    | 16,3   |
| 20,1   | 45-59 ans    | 19,6   |
| 18,8   | 30-44 ans    | 18,9   |
| 19     | 15-29 ans    | 17     |
| 19,4   | 0-14 ans     | 17,9   |

### Enseignement
Il se fait avant la Révolution dans le prieuré. Après cette dernière, il continue à être dispensé l'hiver dans un local de la cure par un enseignant itinérant. Celui-ci, lorsqu'il ne se trouve pas dans une autre commune, est logé dans le presbytère.
À la rentrée 1870 deux salles d'école, de part et d'autre de la salle communale, prévues chacune pour 80 garçons et filles, accueillent les enfants. Les deux premiers enseignants logent au-dessus des classes. Ils sont ensuite aidés par deux adjoints quand l'effectif augmente. Puis à la rentrée 1886 se présentent 97 garçons et 88 filles ce qui nécessite trois classes dont l'une aux Hérauds. En 1903, les bâtiments sont agrandis pour les élèves et le logement des instituteurs adjoints.
Puis l'école communale se trouve dans un bâtiment propre. À la fin de l'année scolaire 2010-2011 l'école élémentaire des Hérauds, qui comporte alors une classe unique de cinq niveaux, est fermée après 124 ans de fonctionnement,. En 2016 les classes sont au nombre de quatre pour l'école maternelle et neuf pour l'école élémentaire — respectivement dénommées Niki de Saint Phalle et Léa Blain par le conseil communal des jeunes depuis le 13 avril 2019. Ultérieurement collégiens et lycéens vont à Villard-de-Lans. L'enseignement se fait sous la tutelle de l'académie de Grenoble.
Depuis septembre 1990 l'accueil est possible jusqu'à l'âge de trois ans dans une crèche parentale — Trois p'tits tours — indépendante de l'école.

### Manifestations sportives et culturelles

#### Manifestations sportives

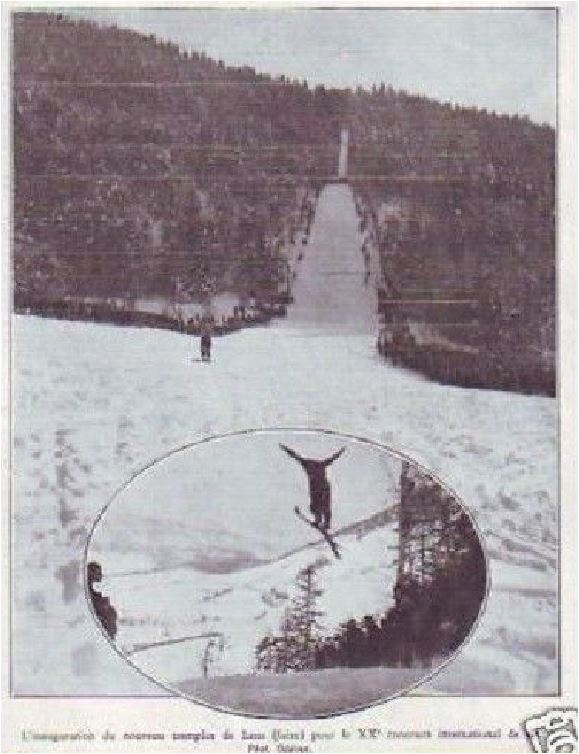
Composition réalisée lors de l'inauguration du tremplin à Lans. 1931.

##### Saut à ski
Le 8 février 1931, a lieu à la Chènevarie l'épreuve de saut du XXe concours international de ski. Cette année, l'organisation est confiée à la Fédération de ski du Dauphiné qui choisit Villard-de-Lans pour la réalisation. Le tremplin alors construit à Lans sert le dernier des quatre jours. Le vainqueur est le Suisse Lasueur avec un saut de 45 mètres. Hors-concours le Norvégien Simonsen réalise un saut de 61 mètres,. L'exposition aux vents fait dévier les trajectoires, ce tremplin de 70 mètres à ossature bois est donc abandonné quelques années plus tard. Le chemin du Tremplin existe toujours.

##### Cyclisme
Le Tour de France lors de sa 72e édition va pour la 12e étape, le 10 juillet 1985, de Morzine à Lans-en-Vercors. L'arrivée, après un dénivelé de 5 km à 7,4 % environ, se situe au stade de neige des Montagnes de Lans à 1 410 m. Cette étape de montagne de 270 km voit la victoire du Colombien Fabio Parra devant son compatriote Luis Herrera qui le laisse gagner. Bernard Hinault, en contrôlant la course, conserve le maillot jaune. Il le garde jusqu'à l'arrivée finale.
Puis le 15 septembre 2020 cette même épreuve connait sa 107e édition. La 16e étape va alors de La Tour-du-Pin à Villard-de-Lans, soit 164 km. Après avoir franchi la montée de Saint-Nizier-du-Moucherotte donc une ascension classée 1e catégorie — 11,1 km à 6,5 % —, l'Allemand Lennard Kämna passe l'avant-dernière commune, Lans-en-Vercors, en solitaire et s'adjuge l'étape. Le maillot jaune demeure provisoirement sur les épaules du Slovène Primož Roglič mais son compatriote, Tadej Pogačar, remporte en définitive l'épreuve.
Le Critérium du Dauphiné lors de sa 70e édition va pour la 4e étape, le 7 juin 2018, de Chazey-sur-Ain à Lans-en-Vercors. Cette étape de montagne de 181 km est la plus longue de la course. Elle est marquée par l'ascension du col du Mont-Noir classé hors-catégorie. La montée finale atteint le stade de neige des Montagnes de Lans. Le Français Julian Alaphilippe, déjà consacré en 2016 meilleur jeune de cette compétition, triomphe. Cette édition est remportée par l'Anglais Geraint Thomas.
Des courses régionales sont organisées plusieurs fois par an au départ ou passant par Lans-en-Vercors.

##### e-Trophée Andros

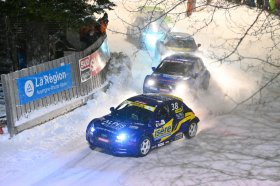
e-Trophée Andros. Aurélien Panis en tête. Lans-en-Vercors. 2023.

Le e-Trophée Andros est une compétition française de courses de véhicules sur glace. Il est créé en 1990 par Frédéric Gervoson, président de l'entreprise Andros, et Max Mamers ancien champion de France de rallycross. Depuis sa création, avec 35 éditions, Lans-en-Vercors est l'étape la plus constante — seules 1993 et 1996 ont marquées une défection —. Le principe est celui de courses de côte, donc en milieu naturel, sur moins de dix sites pendant les week-ends. Plusieurs éléments concourent au côté spectaculaire ; l'accès aux paddocks où sont vus véhicules, pilotes et notoriétés invitées est libre, le circuit en boucle fermée est court — environ 800 m — et parcouru de nombreuses fois et au cours de plusieurs manches enfin le sprint est toujours de mise. Les véhicules engagés, sachant que la motorisation électrique arrivée en 2010 devient exclusive en 2020, sont répartis suivant leur type — voitures ou motos —, les performances antérieures des pilotes lors du Trophée et la composition des équipages. Le plateau rassemble des pilotes prestigieux qui pendant l'intersaison ne sont pas accaparés par le Rallye automobile Monte-Carlo ou Le Dakar. Néanmoins, en 2023–2024 le changement climatique rend problématique la répétition annuelle des épreuves sur glace en moyenne altitude. Ainsi il est décidé de mettre un terme à celles-ci après la 35e édition,.
À Lans-en-Vercors le circuit est situé à la Sierre, lieu-dit au pied du stade de neige des Montagnes de Lans. Il se trouve à une altitude de 1 420 m et a une longueur de 800 m,. En 2003, on y note la première participation d'Alain Prost, d'autres années s'y trouvent des pilotes de Formule 1 (Olivier Panis, Jacques Villeneuve, etc.), ou des champions de rallyes (Ari Vatanen, Toomas Heikkinen, etc.). La couverture médiatique de l'événement est appréciable pour la commune.

##### Courses à pied
En 2004 est créé le Trail du pic Saint-Michel. D'une longueur de 24 km, il forme une boucle sur les reliefs est de Lans-en-Vercors avec un dénivelé de 1 350 m. Du départ du bourg, il atteint le pic Saint-Michel avant d'y revenir. Le meilleur réalise l'épreuve en deux heures environ.
En 2011, l'Ultra-trail du Vercors est créé. D'une longueur moyenne de 85 km, le parcours traverse les villages des Quatre Montagnes avec un dénivelé d'environ 4 500 m. Cette course à pied est réalisée en 11 h environ par le meilleur. L'épreuve, qui dévoile des points de vue remarquables, est limitée début septembre à mille participants qui viennent de plus de vingt régions françaises et d'un peu moins de dix pays étrangers. Elle se court seul, à deux ou en relai de quatre coureurs.
En 2013, est créé l'Ultratour des 4 massifs (Ut4M). Cette course se déroule au-dessus de Grenoble à travers les massifs du Vercors, du Taillefer, de Belledonne et de la Chartreuse. Chacun des massifs permet une épreuve sur quatre jours consécutifs. Pas moins de 900 inscrits représentent plus de quinze nations. Le défi maître cumule 160 km par le même concurrent avec 10 000 m de dénivelé positif (Ut4M 160 Xtrem). Ceci se réalise pour les meilleurs en 30 heures environ. L'étape du Vercors (Ut4M 40 Vercors) qui passe sur les sommets est de Lans-en-Vercors — Le Moucherotte – le pic Saint-Michel via la Sierre — appartient à l'épreuve. Elle peut en soi constituer une course. Il existe de nombreuses autres formules,.

### Santé
Le premier médecin généraliste s'installe en 1943. Plus tard maire, il donne son nom à la principale artère de Lans-en-Vercors. Actuellement plusieurs médecins généralistes dispensent leurs soins au sein d'une maison médicale. L'offre se complète avec des chirurgiens-dentistes, des sages-femmes, des professions paramédicales et une pharmacie. Le centre hospitalier universitaire Grenoble-Alpes ainsi que d'autres structures grenobloises sont les établissements les plus proches de la commune.

### Sports

#### Sports d'hiver

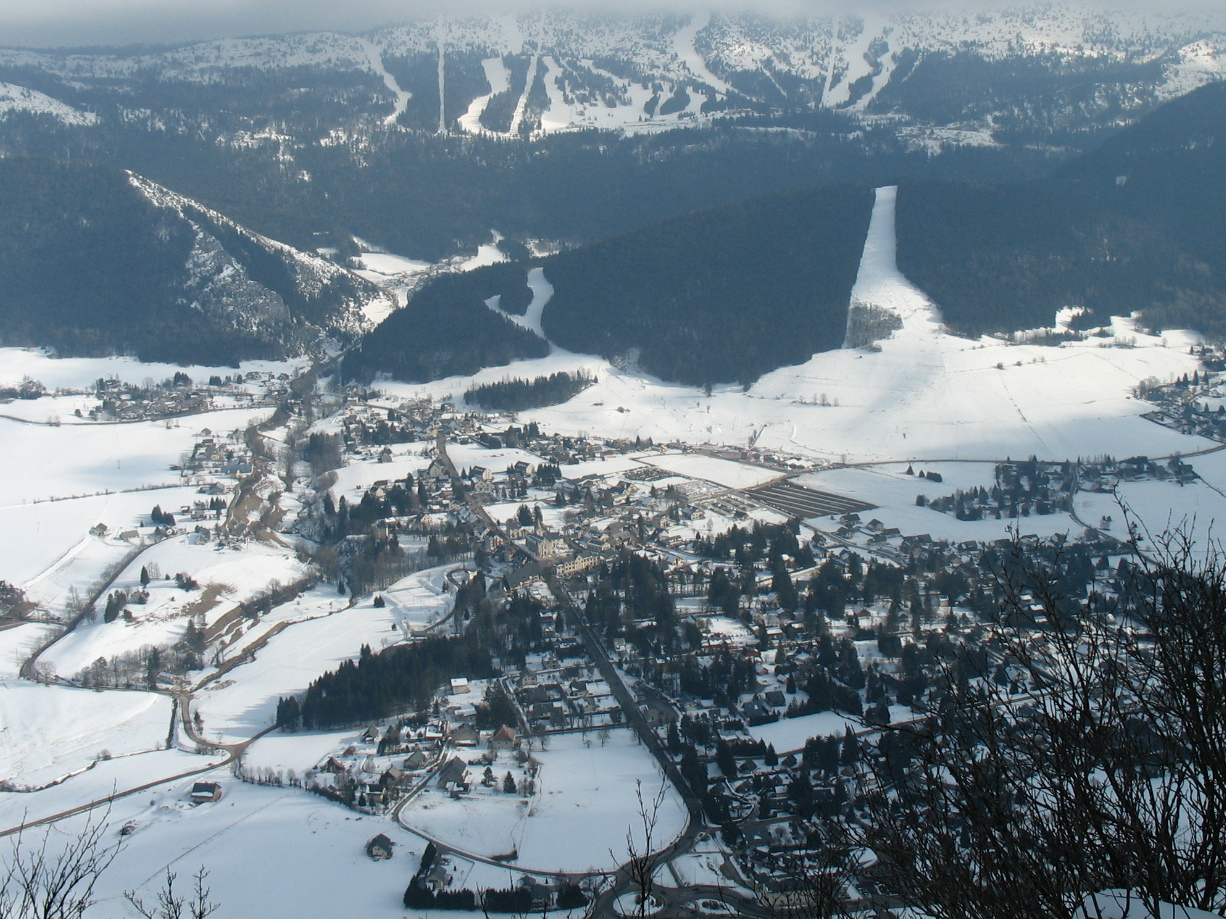
Neige sur Lans-en-Vercors. Couloirs déboisés pour le ski. 2009.

Au XXIe siècle, la pratique du ski alpin, de type familial, se fait sur deux domaines. Il s'y répartit quinze remontées mécaniques, dont deux tapis roulants et treize téléskis, qui desservent vingt-quatre pistes pour 23 km de glisse. Les chaines de télévisions régionales et nationales prennent parfois en exemple la station pour illustrer l'ouverture d'une saison précoce,. Très dépendante de l'enneigement, cette activité subventionnée met parfois en déséquilibre le budget de la commune.
Le domaine de l'Aigle au cœur du village, à 1 020 m d'altitude, est le plus ancien. Créé en 1953, il comprend initialement un téléski de 800 m qui dessert une altitude de 1 286 m d'où partent deux pistes. Vers le milieu des années 1970 il comprend quatre téléskis pour cinq pistes. Mais en 2001-2002 les installations sont démontées. Seul un téléski, dont l'orientation est modifiée, subsiste et un tapis roulant est installé. En effet du fait de la basse altitude l'enneigement est précaire et en 2011 cinq canons à neige mobiles sont utilisés.
En 1975, pour pallier les alea météorologiques, le stade de neige des Montagnes de Lans, est ouvert sur les flancs de la ligne de crêtes à l'est de la commune entre 1 400 m et 1 827 m. Il est distant de 5 km du bourg. Le concept de stade de neige, c'est-à-dire sans logement au pied des pistes, est nouveau en France. Initialement l'aménagement est de cinq téléskis, il se termine en 1987,. Un téléski est doublé en 2000,. Lors de la saison 2018-2019, Lans-en-Vercors est la première commune à bénéficier du plan neige stations du conseil régional d'Auvergne-Rhône-Alpes. Celui-ci finance l’enneigement artificiel des pistes de certaines stations. Ainsi elle crée une retenue collinaire à la combe Oursière par captage de la source Fayollat inaugurée après une première saison hivernale le 15 juin 2019. Cette retenue alimente les canons produisant de la neige de culture lorsque l’enneigement des pistes de débutants est déficitaire au stade de neige des Montagnes de Lans,. Pour le fréquenter, un parking se trouve aux pieds des pistes ou des navettes joignent le lieu au bourg.
Le ski de fond se pratique sur deux domaines. Le domaine de Val de Lans, au départ du village, à une altitude de 1 020 m offre une vingtaine de kilomètres de pistes. Le domaine des Allières, qui suivant les conditions d'enneigement peut être joint par le précédent, se trouve à 1 438 m d'altitude avec environ 35 km de pistes.
D'autres activités telles que le snowboard, le snowkite, l'escalade glaciaire ou la randonnée en raquettes sont possibles.

#### Randonnée pédestre

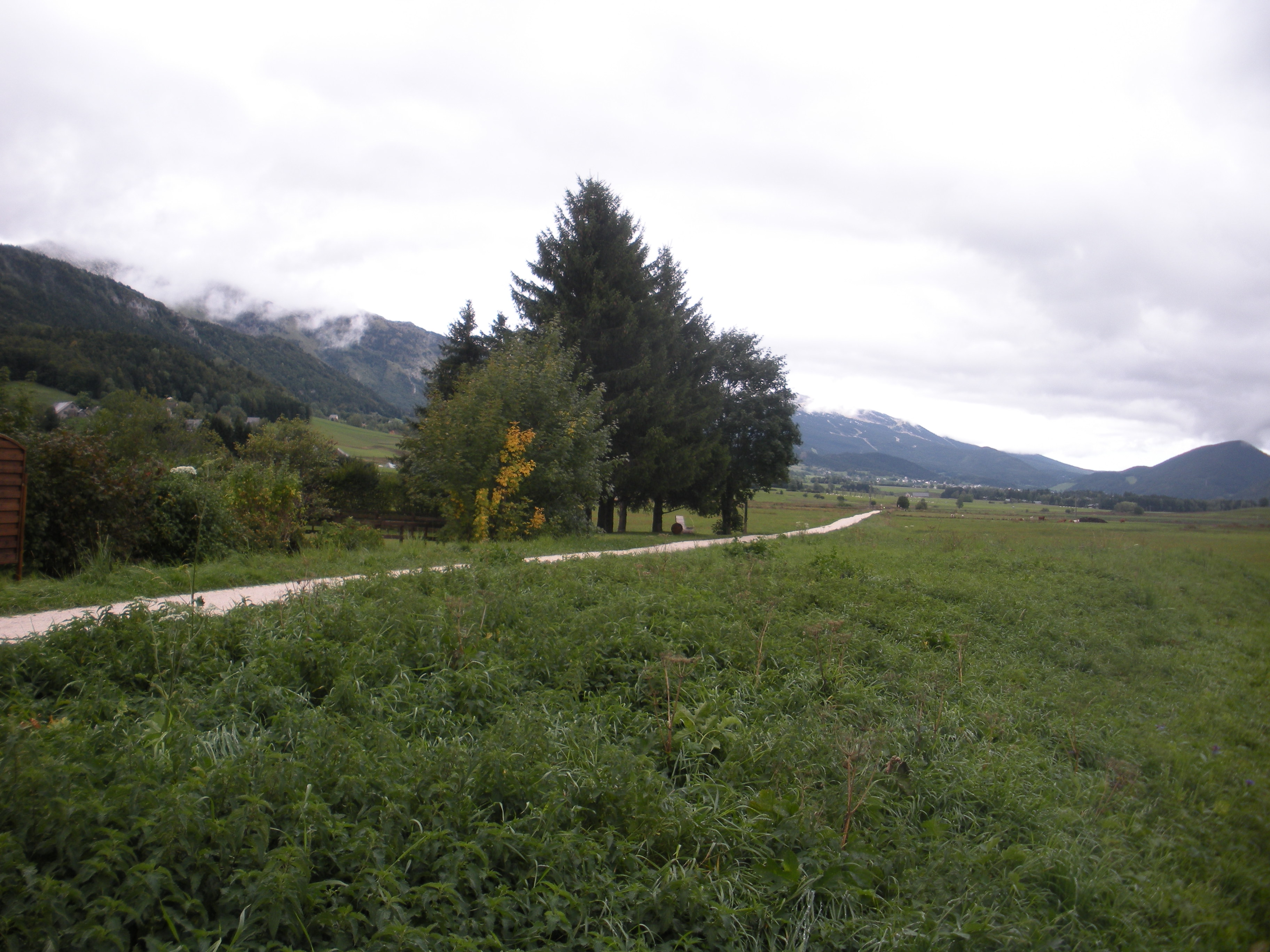
Voie du Tram. Ancienne ligne de tramway devenue randonnée. 2015.

Le sentier de grande randonnée 91 (GR 91), qui joint Saint-Nizier-du-Moucherotte à Fontaine-de-Vaucluse, traverse la commune. La première étape en parcourt toute la limite est du nord au sud. Elle reste sur le versant oriental des reliefs montagneux qui joignent Le Moucherotte au pic Saint-Michel. Ce sentier pénètre à 1 700 m dans la commune en suivant la grande roche Saint-Michel puis il redescend progressivement et se trouve à mi-parcours sur les flancs du Grand-Cheval à 1 400 m enfin il quitte les pentes du pic Saint-Michel à 1 500 m. Sur les flancs de ce dernier, l'auberge des Allières est le premier gîte d'étape. Cette portion donne notamment une vue sur le val de Lans.
Le Tour des Quatre-Montagnes — sentier de grande randonnée de pays — est un parcours en boucle qui passe par les quatre villages historiques : Lans-en-Vercors, Villard-de-Lans, Méaudre et Autrans. Dans la portion de Lans-en-Vercors, il a une orientation nord-sud. Après une voie commune avec le GR 91 il quitte la grande roche Saint-Michel en pénétrant sur le territoire communal et descend vers le bourg qu'il touche avant de rejoindre le gîte des Allières sur les flancs du pic Saint-Michel puis il poursuit momentanément le tracé du sentier de grande randonnée 91. Ainsi, il dessine un arc de cercle sur l'est de la commune dont la convexité touche Lans-en-Vercors.
Par ailleurs il existe de très nombreuses randonnées, de la plus simple à la moins facile, sur ce terrain alliant un relief plat ou modérément escarpé.

#### Vol libre
Les parapentes sont présents par dizaines dans le ciel dès que la neige disparaît. Cette activité s'adresse alors aussi bien aux élèves qu'aux pilotes assurant des vols de distance. « Pour les pilotes de l'Isère, Lans-en-Vercors fait partie des sites principaux de la région […] Il ressort comme le site le plus dynamique ».
L'école de parapente Alto existe depuis 1990. Elle gère les sites du Massif de l'Aigle, du Belvédère et de la Dent-Percée. L'atterrissage du premier est accolé au bourg, alors que celui des deux derniers, aux Blancs, est commun.
Des décollages montagnes peuvent être le point de départ de très beaux vols : Le Moucherotte, la Sept (haut des pistes des Montagnes de Lans), le pic Saint-Michel, le Rocher-de-l'Ours.
D'autres décollages comme les Virets ou les Sagnes, non entretenus, sont moins utilisés,.

#### Spéléologie

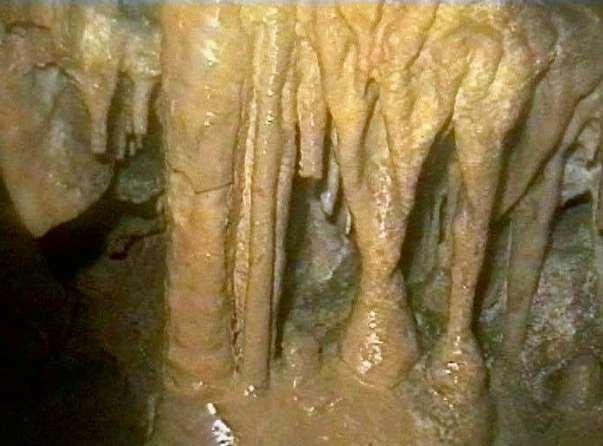
Piliers stalagmitiques par réunion de stalactites et de stalagmites. Grotte des Eymards. 2010.

La grande variété et densité des sites — plus de 3 000 gouffres ou grottes connus — expliquent que le Massif du Vercors se prête particulièrement à la spéléologie. L’exploration souterraine organisée de ce massif commence en 1937 avec une équipe parisienne puis en 1950 avec des lyonnais. Le 10 novembre 1961 se constitue l’association Spéléo-Vercors (ASV). On peut estimer de nombreuses associations du Vercors qui lui sont postérieures en sont issues, même si elle disparait en 1978,. Dans ce contexte parait récemment, le 30 juillet 2007, l'Association spéléologique du Vercors, club spéléologique Villard-de-Lans (ASV) dont le siège social est domicilié sur la commune de Lans-en-Vercors.
Sur le territoire même de la commune se trouvent de nombreuses cavités. Parmi elles, à l'ouest, la grotte des Eymards,, — découverte après un dynamitage pour l'exploitation d'une carrière fin mars 1945 — est considérée comme une cavité école par excellence. Les plus importantes cavités se trouvent à l'est sous la grande roche Saint-Michel. Le scialet des Choucas déroule ses puits et ses méandres jusqu'à la couche hauterivienne à 333 m de profondeur par ailleurs le scialet de la combe Oursière plus étroit s'arrête sur une vasque impénétrable à −327 m. Mais le gouffre le plus important est le scialet du Tonnerre. Après une série de puits le collecteur est atteint à la profondeur de 477 m. Les eaux souterraines peuvent être suivies jusqu'à −560 m et elles continuent leur trajet en direction de la source du Bruyant,. Ces cavités résultent de l’action de l’eau de pluie sur le calcaire. Schématiquement, l'eau au contact du sol (humus, terre, végétaux…) devient légèrement acide. Puis, elle s’infiltre à l’intérieur du massif et les carbonates de la roche sont dissous. Ce grignotage creuse les grottes. Par ailleurs l’eau transporte les carbonates et goutte dans les grottes. Ces gouttes répétées aboutissent à la formation de stalactites et de stalagmites. Les explorations donnent prétexte du 23 au 30 août 2008 au IVe Congrès européen de spéléologie qui se tient à Lans-en-Vercors.

#### Escalade
L'escalade en milieu naturel — voies de 15  à   40 mètres — peut être pratiquée sur trois sites équipés de la commune.
Le plus important est celui du rocher du Furon, près du village, avec plus de 120 voies ; une partie du site n'est pas classée en escalade sportive compte tenu de ses caractéristiques (grandes parois, équipement non normalisé, risque de chutes de pierre). Les deux autres sont des sites sportifs situés respectivement aux Allières (30 voies) et au col de l'Arc (15 voies). Le site des Allières, très bien adapté à l'initiation, est souvent utilisé par des groupes encadrés.

### Cultes
Dès l'origine, en 1080, les chanoines du prieuré de Saint-Martin-de-Miséré — situé sur l'actuelle commune de Montbonnot-Saint-Martin — choisissent un prieur qui est désigné comme curé de la paroisse de Lans par l'évêque de Grenoble. Puis après la Révolution, ces prieurs disparaissent et le curé est nommé par le seul évêque. En 2000, la paroisse de Lans-en-Vercors fait place à la paroisse de La Croix de Valchevrière qui réunit huit clochers ou relais. Son curé, qui réside à Villard-de-Lans, est nommé par l'évêque de Grenoble. Il vient célébrer, chaque semaine, une messe catholique romaine.

## Économie

### Revenus de la population et fiscalité
En 2011, le revenu fiscal médian par ménage est de 37 668 €, ce qui place Lans-en-Vercors au 4907e rang parmi les 31 886 communes de plus de 49 ménages en métropole.
En 2016, 37 % des foyers fiscaux ne sont pas imposables.

### Emploi
En 2017, la population âgée de 15  à   64 ans s'élève à 1 698 personnes, parmi lesquelles on compte 81 % d'actifs dont 75,4 % ayant un emploi et 5,6 % de chômeurs.
En 2017, on compte 568 emplois dans la zone d'emploi, contre 535 en 2012. Le nombre d'actifs ayant un emploi résidant dans la zone d'emploi étant de 1 294, l'indicateur de concentration d'emploi est de 43,9 %, ce qui signifie que la zone d'emploi offre plus d'un emploi pour trois habitants actifs.
La confrontation entre le taux de chômage et l'indicateur de concentration d'emploi indiquent qu'une grande partie de la population ne travaille pas sur le territoire communal. Elle effectue des déplacements pendulaires vers Grenoble,. Il existe cependant quelques emplois locaux, indépendants du secteur agricole. Ceux-ci sont essentiellement liés au tourisme notamment hivernal. Ainsi, en 2017, lors de la décision de créer une retenue collinaire des réserves tenant surtout au possible réchauffement climatique à venir avec le parti vain de maintenir un enneigement sont émises. Néanmoins leur est opposé un aspect économique. Les emplois fixent la population d’autant qu'elle ne doit pas aller aux alentours où de telles installations sont partout présentes. De même, la diversification des usages, notamment en période estivale — qui favorise l'activité pastorale et l'attractivité touristique — est avancée.

### Entreprises et commerces
Au 31 décembre 2015, Lans-en-Vercors compte 407 établissements : 20 dans l'agriculture-sylviculture-pêche, 19 dans l'industrie, 28 dans la construction, 229 dans le commerce-transports-services divers et 111 sont relatifs au secteur administratif. Ainsi la population bénéficie de l'importante place de l'agriculture et de l'élevage — exercés à 78 % par des agriculteurs natifs de la commune — ainsi que du tourisme. Ceci se retrouve lors de l’aménagement de la retenue collinaire finie en 2018. Celle-ci permet d’abreuver les 1 200 ovins ou bovins qui, lors de l'estive, ne bénéficient pas de point d’eau aux Montagnes de Lans mêmes.
En 2018, 32 entreprises sont créées à Lans-en-Vercors, dont 24 par des auto-entrepreneurs.

### Tourisme
Le tourisme, pour cette commune, est une entreprise en soi ainsi qu'en témoigne la part importante qu'il tient dans l'animation et dans l'économie. La construction de routes au XIXe siècle a pour effet inattendu l'arrivée des touristes. L'accueil est secondairement favorisé par la création d'une station climatique dans un cadre attrayant, puis par la possibilité de skier. Actuellement, il soutient les nombreux commerces de proximité et l'offre d'hébergement. Ainsi se trouvent trois hôtels dont deux au centre du bourg — l'un date de 1892, l'autre de 1928 —, un camping équipé pour réaliser du caravaneige, une aire de camping-car, des maisons de vacances qui accueillent d'une quinzaine à cent-vingt hôtes et des locations. En résumé la commune compte 912 lits dont 393 en meublés de tourisme et 326 en centre de vacances. En période touristique 3 500 personnes peuvent être présentent soit une augmentation de 35% par rapport à la population habituelle de 2022.
L’office de tourisme intercommunal du Vercors propose, parmi les activités familiales, Le parcours du patrimoine — promenade jalonnée de particularismes locaux —, le Vertige des cimes — belvédère qui domine Grenoble et les massifs montagneux environnants —, La magie des automates — collection de 350 sujets —. De nombreux autres points d’intérêt ou activités sont partagés avec les communes avoisinantes.

## Culture locale et patrimoine
Le patrimoine local est pour une part protégé. Ainsi les sites du parc naturel régional du Vercors et le vallon du Bruyant sont reconnus par l'État. Celui-ci reconnaît également une partie du clocher de l'église et une cloche toutes les deux du XVIIe siècle. Le département de l'Isère porte attention à un cadran solaire au Peuil du XVIIIe siècle.

### Lieux et monuments

#### Église Saint-Barthélemy

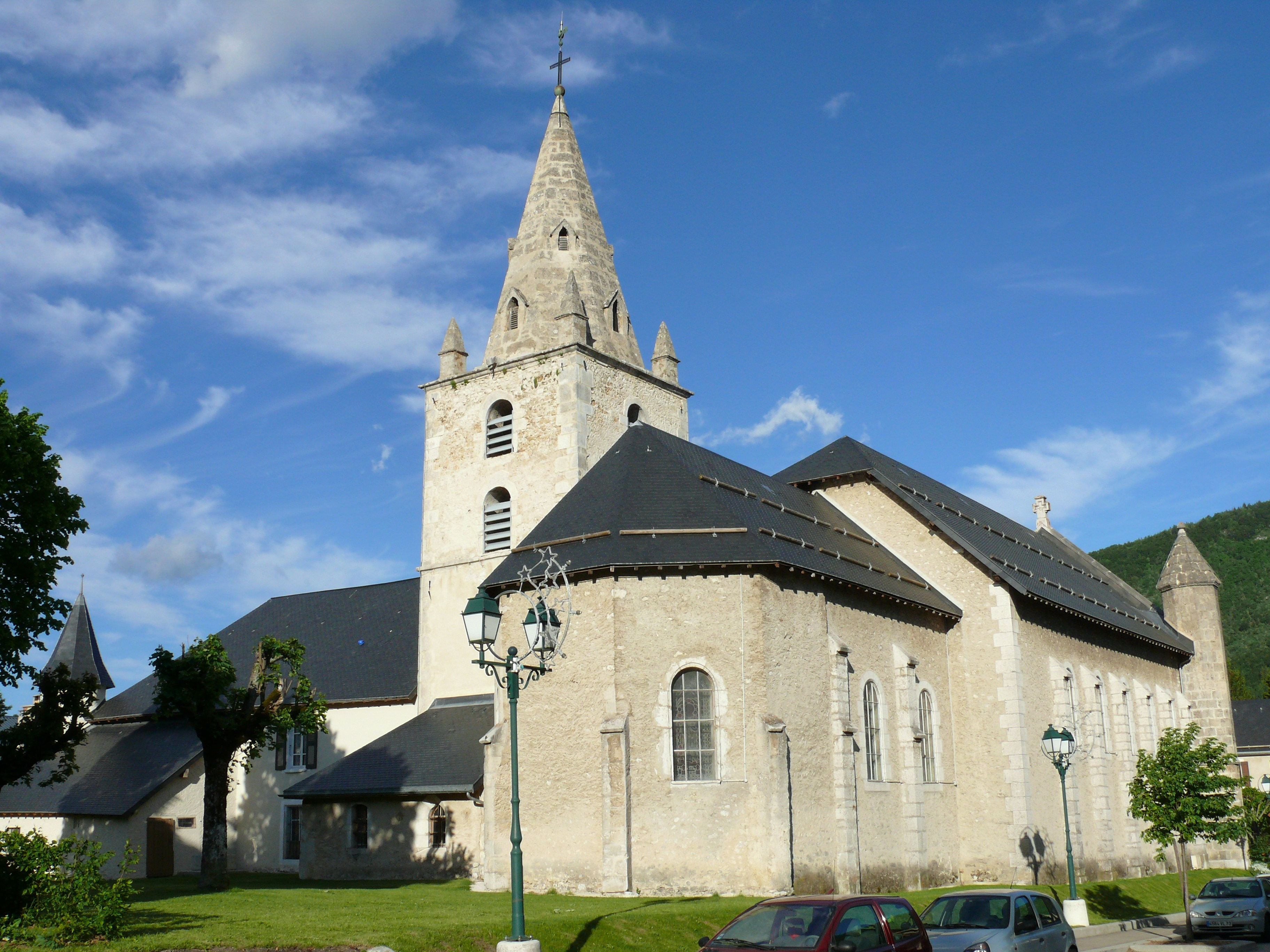
Église Saint-Barthélemy. 2010.

En 1080, une église est simplement située à Lans : « ecclesiam autem que est sita in villa que vocatur lanceum » — l'église qui est dans le village que l'on appelle Lans. À la fin du XIIe siècle l'édifice est remplacé par une église romane. Les documents de 1497, en décrivant « Notre Dame de Lanceo », rapportent l'existence de deux chapelles dans l'église sans indiquer si elles sont construites à la même époque que l'édifice roman. L'une d'elles est sous le vocable de Saint-Barthélemy. Cet apôtre est appelé à devenir le patron de l'église, mais en 1513 la paroisse est toujours sous le vocable de « Notre-Dame de Lans ». Au début du XVIIe siècle une reconstruction concerne l'abside et renforce le clocher. Une transformation importante de la nef a lieu à la fin du XIXe siècle. Actuellement, les reliques du saint sont exposées fin août lors de sa fête.
Le clocher, du début du XVIIe siècle, est placé latéralement et s'appuie au chœur. Avec une forme de tour carrée, il est à la fois trapu et élancé. Il comprend deux niveaux de baies. Aux sommets de ses quatre angles se trouvent quatre pyramidons. La flèche en pierre forme une pyramide octogonale plutôt courte. Il est partiellement inscrit à l'inventaire supplémentaire des monuments historiques.
Probablement lors de sa construction, une cloche est placée qui porte pour inscription : « IESVS MARIA SANCTVS BARTOLOMEVS ORA PRO NOBIS […] 1610 » — Jésus, Marie, saint Barthélemy, priez pour nous […] 1610. Cette cloche, qui est la plus ancienne de trois, sonne un do dièse. Elle est classée au titre des monuments historiques.
Le chevet d'inspiration gothique, soutenu par des contreforts extérieurs, est pentagonal. À l'intérieur, l'abside est voutée en ogive. Le mur nord du chœur est celui de la nef romane. En face, il est renforcé par un mur intérieur de ciment. Ainsi il ne reste que la partie extérieure et mutilée d'une porte romane — autrefois second accès de la nef. La voute du chœur en croisée d'ogives est dans le style néogothique. Ce reste de nef romane, devenu chœur, s'ouvre sur la nef actuelle par un arc triomphal imposant. Il reçoit un maître-autel en marbre.
La nef est entièrement néo-gothique avec des murs flanqués de contreforts. La façade est encadrée de deux tourelles. Un perron accède au porche au-dessus duquel se trouve la même fenêtre voûtée que les six de chaque côté. De part et d'autre de cette fenêtre se trouve une niche et au-dessus une horloge qui provient du clocher. Au sommet domine une croix grecque. Le toit très pentu est couvert d'ardoises. Les vitraux réalisés par Jean-Baptiste Jandet portent la dédicace des paroissiens. Le mobilier est en chêne.
Une des deux fenêtres de la sacristie, avec son arc brisé, est de même date que le clocher.
Le prieuré-presbytère attenant possède sur le côté une tourelle déjà présente au début du XVIIe siècle. Elle signifie la noblesse du propriétaire sous l'ancien régime et même au-delà. Il en est de même du pigeonnier qui témoigne d'un privilège. Depuis la fin du XIXe siècle, le toit sans ses sauts de moineau est couvert d'ardoises.
En 2001, deux séquences du film Une hirondelle a fait le printemps de Christian Carion avec Michel Serrault et Mathilde Seigner y sont tournées. Les Lantiers sont nombreux dans la dernière séquence.

#### Habitat traditionnel

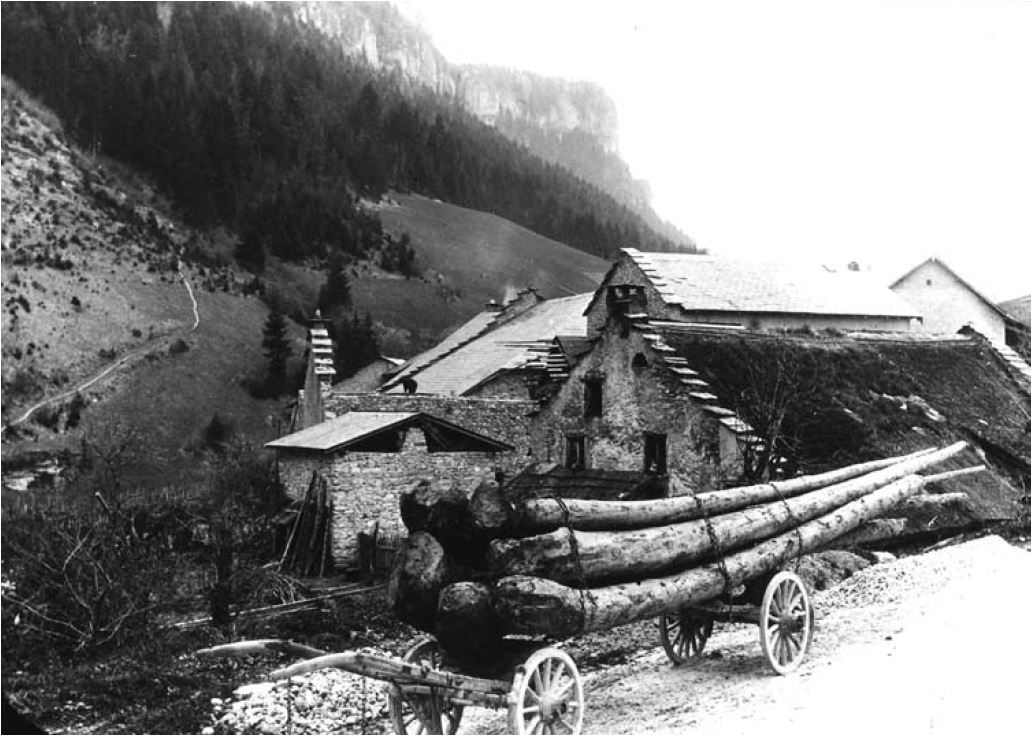
Chaumière avec lauzes sur pignons à redents. Route d'Engins. 1890.

La ferme des Quatre Montagnes, typiquement montagnarde, est de type élémentaire puisqu'elle abrite sous un même toit l'habitation et les activités agro-pastorales. Ce grand volume est de plan rectangulaire massif. L'orientation est telle que le faîtage est très souvent perpendiculaire aux courbes de niveau, et la longue façade orientée au sud protège le devant de la maison des vents froids.
Les façades sont de très faible hauteur. Les deux murs pignons sont presque triangulaires. Les belles pierres taillées servent aux chaînes d'angle et à l'encadrement des ouvertures. Celles-ci sont plus hautes que larges, disposées sans ordonnancement et peu nombreuses au nord. Les autres pierres, plus grossières, sont recouvertes d'un enduit gris beige.
Le toit est à deux pans très inclinés en raison de l'utilisation ancienne du chaume — la paille de seigle tend à pourrir à l’humidité et tout est fait pour évacuer la neige et l’eau. Utilisé au XIVe siècle, le chaume disparaît et dans les années 1930 il est progressivement remplacé par l'ardoise, la tôle ou le fibrociment. Pour protéger la toiture du vent, des pignons à redents — dits à pas de moineaux — sont prolongés au-dessus de la couverture. Ainsi le toit un peu en contrebas ne les recouvre pas et donc ne les protège pas de la pluie ou de la neige. Pour ce faire, ils sont coiffés de lauzes calcaires, extraites des carrières voisines, et plus larges que le rampant du pignon lui-même : l'eau ruisselle sans s'infiltrer dans la maçonnerie. « Primitivement les lauzes étaient assez inclinées pour se recouvrir en écaille sur les bords, comme de grandes tuiles qu’elles étaient par destination, on a soin souvent, aujourd’hui, de les placer horizontalement et de les étager à quelque vingt ou trente centimètres les unes au-dessus des autres, en escalier. C’est de la coquetterie » car l'utilité de tels pignons avec leurs lauzes disparaît avec les techniques modernes. Ils sont conservés au titre du patrimoine. La dernière lauze du sommet d'un pignon, posée à plat, reçoit parfois une lourde pierre nommée couve. Celle-ci sert, dit-on, à protéger la maison et constitue un symbole de fécondité,. Des lauzes posées légèrement inclinées et en saillie font office de corniche sur les façades.
Le terrain oblige parfois, pour accéder aux granges, à bâtir un appentis généralement en bois. Le faîtage, greffé sur la toiture principale, est perpendiculaire à celui du bâtiment. L'accès se fait par le pignon de cet appentis,,,.

#### Cadran solaire

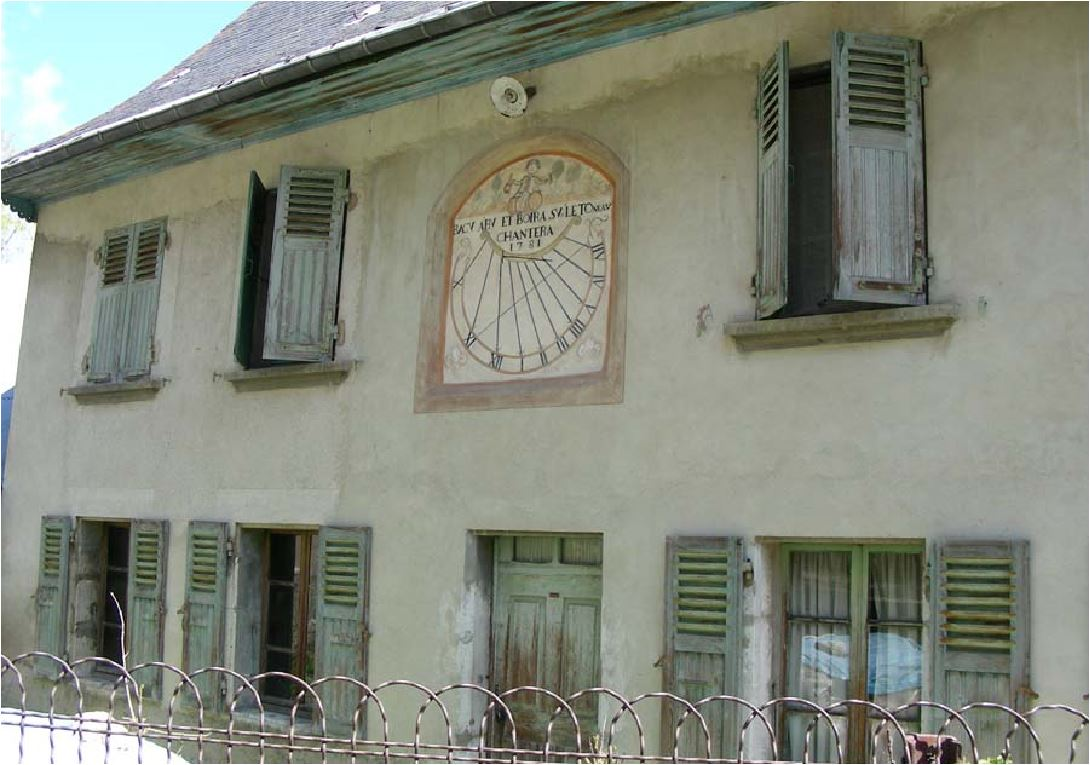
Cadran solaire au Peuil.

Un cadran solaire portant la date de 1781 est peint et gravé au Peuil sur la façade d'une ancienne auberge.
Les dix cordes d'une lyre représentent les heures de ce cadran déclinant de l'après-midi. Elles joignent la table d'harmonie qui porte leurs numéros en chiffres romains. Le style est en T. Une ligne d'équinoxe est reportée, elle correspond à l'ombre de l'intersection du jambage et du style. En décor, deux fleurs de lys persistent à chaque coins inférieurs malgré la Révolution. Les paysans, de petite condition, qui fréquentent le lieu ne peuvent que rendre hommage au dieu Bacchus qui trône sur un tonneau tenant d'une main un pichet et de l'autre une timbale. Celui-ci est donc représenté tel un noble. Il porte une perruque en ailes de pigeon et revêt une veste de brocart avec une culotte qui s'arrête aux genoux suivie de bas de chausse.
La devise est : « BACV A’BV ET BOIRA SVR'LE TONEAV CHANTERA 1781 » ; un jeu de mots s'impose avec le surnom du tenancier — Bacu ou Bacus — volontiers porté sur la bouteille dit-on. Selon la graphie le r final de sur qui ne se prononce pas est toutefois signalé en petit caractère par le peintre, tonneau ne comporte qu’un n en raison d'une orthographe non fixée et le u garde la forme du v dont il dérive.
Ce cadran solaire, inscrit au patrimoine de l'Isère, est restauré en 2000 par l'Atelier Tournesol,.

### Patrimoine culturel

#### Dialecte
La limite entre l'occitan et le francoprovençal, encore parlé par quelques rares lantiers, se fait au sud de Lans-en-Vercors. Ainsi, dans les années 1990, un patoisant villardien affirme : « Bien sûr on se comprend ! On a les mêmes mots, mais ils ne finissent pas comme nous. » Ceci établit qu'il existe deux dialectes — et non pas simplement deux patois — différents. Les linguistes établissent la limite entre les deux langues dialectales entre Lans-en-Vercors et Villard-de-Lans,,. Ceci est remarquable puisque les deux vaux ne forment qu'une seule et même vallée, longue de six kilomètres seulement, sans relief géographique ou autre élément qui puisse expliquer cette frontière linguistique. Pour certains, ceci est à rapprocher de la frontière entre les terres du seigneur de Sassenage et celles de l'évêque de Die dont l’influence remonte très loin dans le nord du massif du Vercors. Cette frontière, discutée et objet de conflits armés, est encore marquée lors de la moitié du XXe siècle par des bornes depuis disparues,.
Le patois de Lans-en-Vercors est proche de celui de Grenoble. Ainsi, dans sa définition, Gaston Tuaillon cité par Dominique Stich indique que « le francoprovençal est une langue romane […] qui représente le mieux le produit de la latinisation de la Gaule du Nord, à partir de sa capitale, Lyon. Cette langue n’existe nulle part à l’état pur, elle existe dans tous les patois, mais partout associée à de fortes particularités locales[…] ».

### Patrimoine naturel

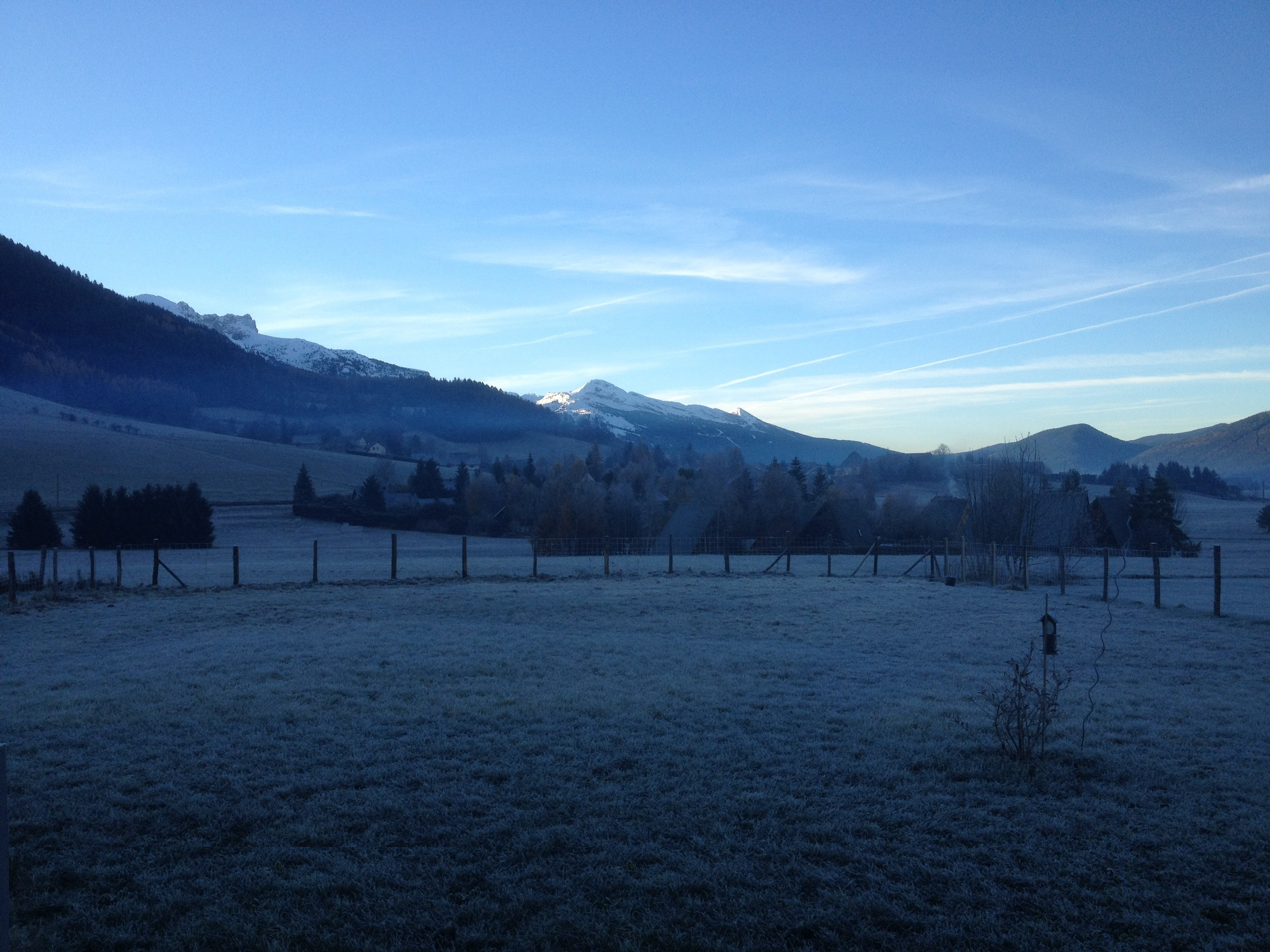
Val de Lans au sein du parc naturel régional du Vercors. 2015.

Le paysage très typique offre un contraste marqué. Deux lignes montagneuses, faites de falaises de calcaire blanc, enserrent une plaine marécageuse.
Sur ce territoire communal, se trouvent onze zones naturelles d'intérêt écologique, faunistique et floristique et quatorze zones humides et tourbières. Par ailleurs l’extrémité nord-ouest de la commune appartient au plateau de la Molière et du Sornin. Celui-ci est inscrit au réseau des espaces naturels sensibles depuis octobre 2004. Toutefois la superficie communale est limitée à quarante hectares, alors que celle de l'espace est de 1 324 hectares.

#### Parc naturel régional du Vercors
Lans-en-Vercors est une entrée du parc naturel régional du Vercors. Dès la Belle Époque le Vercors est l'objet d'attention de nombreux touristes auxquels s'associent spéléologues, archéologues, botanistes, alpinistes… Vers les années 1930 des voix plaident pour protéger les Hauts-Plateaux. Cette région est ressentie comme un « vaste plateau sec, dénué et peu fertile [qui] ne correspond pas au pittoresque vert et propre qui fascine les touristes. » Cependant les mentalités évoluent et il est admis que la nature peut être belle, riche et diverse en ressources. De surcroit elle offre un paysage réellement identitaire tel que les toits en pignons recouverts de lauzes observés notamment à Lans-en-Vercors. Le 16 octobre 1970, un décret institue le parc naturel régional du Vercors. Comme tout parc régional sa vocation première est la protection de la nature avec une dimension touristique alors que les réserves naturelles ne joignent qu'une dimension scientifique. Ce classement s'oppose parfois à une exploitation économique ancestrale et peut poser des problèmes.
La biodiversité du parc naturel régional du Vercors est remarquable. Celle-ci s'applique à la commune. Les deux emblèmes du parc peuvent être mentionnées. Le Tétras lyre (Tetrao tetrix) — également support du logotype de la commune jusqu’en 2015 — est un oiseau qui appartient à une espèce nordique relique de l'époque glaciaire. La Tulipe sauvage (Tulipa sylvestris), considérée comme rare, est une espèce protégée. Parmi les ongulés sauvages, en hiver la neige pousse le Cerf élaphe (Cervus elaphus) a s'approcher des habitations. Cette richesse comprend 135 oiseaux nicheurs et 65 espèces de mammifères. Le fait d'être abrités dans le parc en font autant d'espèces protégées. Il en est ainsi des loups qui parfois attaquent le bétail.

### Personnalités liées à la commune

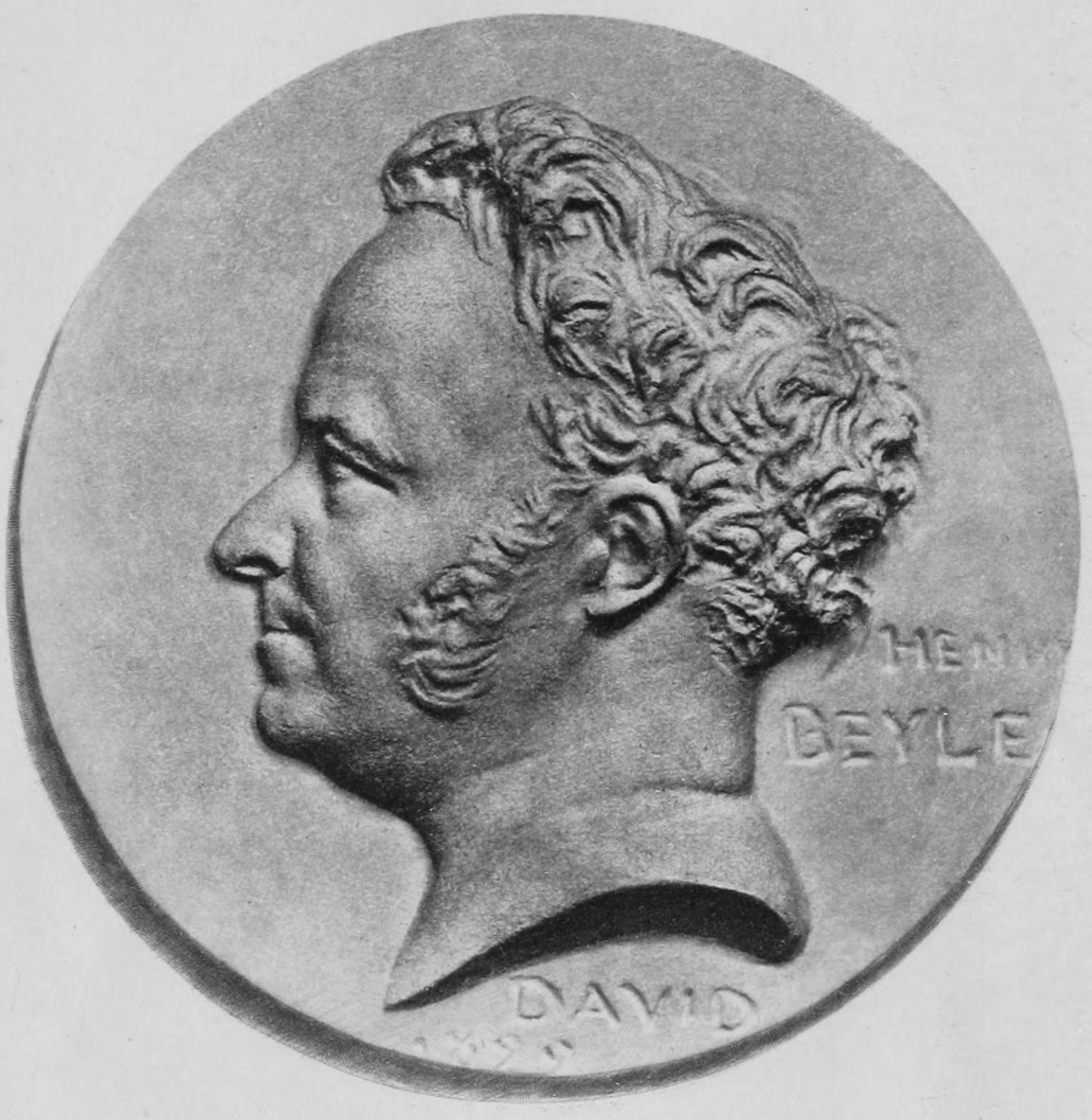
Lithographie du médaillon de Stendhal par David d'Angers. 1892.

Stendhal, baptisé Marie-Henry Beyle puis dit Henri Beyle, aurait des aïeuls paternels originaires de Lans. L'incertitude est réelle car les actes disponibles ne sont pas filiatifs. Des recherches généalogiques citent les travaux de 1925 de Paul Ballaguy. Celui-ci ne peut pas faire appel aux registres paroissiaux car « si les Beyle étaient de Lans, il fallait renoncer à en savoir davantage, car les registres de cette commune ont disparu et ceux qui restent, ne remontent qu'à 1737. » Il part donc d'un acte notarié de mariage, établi à Sassenage. Celui-ci indique que l'époux Jean — qui appartient à la quatrième génération précédant Stendhal — est installé comme drapier à Lans, et que son père Ambroise Beyle demeure à Autrans. Alors, sans preuve, il affirme qu'un certain Ambroise Beyle d'Autrans est l'ancêtre recherché. Puis deux filles de ce personnage se marient à des paroissiens de Lans. Il considère donc qu'un fils Jean s'est aussi installé à Lans et fait de cette personne l'époux de l'acte de mariage — il est établi qu'un Jean Beyle, décède le 8 novembre 1681 à Lans, mais ses ascendance, lieu de naissance et descendance sont inconnus. Les registres de catholicité de Lans apportent un complément au patronyme Beyle dans la paroisse,.
L'artiste Niki de Saint Phalle s'installe au Peuil en 1958, où elle vit avec sa famille et y installe son atelier pendant trois ans ; selon sa fille Laura Duke Condominas « Niki de Saint Phalle s'est façonnée dans le Vercors ». Ainsi elle y réalise ses premiers assemblages avec des objets trouvés dans les années 1960.

### Logotype
Le logo de la commune de Lans-en-Vercors est créé vers 1985 par Jacques-Antoine Biboud dont certaines œuvres sont agréées par le Comité d'organisation des Xes Jeux olympiques d'hiver,. Il représente un tétras lyre, oiseau appartenant à la faune du plateau.
Sans renier son label Famille Plus, et pour traduire l'évolution de Lans-en-Vercors un nouveau logotype créé par Guillaume Véfour est adopté par le conseil municipal le 23 avril 2015. « On peut percevoir en ce symbole l’expression de l’altitude : une montagne, un sapin ou encore une flèche dirigée vers le haut. La couleur bleue suggère la fraîcheur, l’air pur de la montagne, l’eau, le ciel bleu estival comme la vivacité de l’hiver. On peut aussi y distinguer le L de Lans et le V de Vercors formés par le blanc du symbole, stylisés à la manière de chemins et pistes de ski. »
| Avant 2015 | Depuis 2015 |
| ---------- | ----------- |
|            |             |

## Pour approfondir

### Autres sources

#### Plan local d'urbanisme de Lans-en-Vercors,s.n., 2013
- Service départemental de restauration des terrains en montagne de l’Isère, « Lans-en-Vercors. Plan local d’urbanisme : Annexes. 5-2 Plan de prévention des risques naturels prévisibles de la commune de Lans-en-Vercors »(Archive.org • Wikiwix • Archive.is • Google • Que faire ?) [zip], sur mairie de Lans-en-Vercors, 29 mars 2011 (consulté le 7 décembre 2015).
- Marie-Christine Parade (commissaire enquêteur), « Rapport d’enquête publique - PLU »(Archive.org • Wikiwix • Archive.is • Google • Que faire ?) [PDF], sur mairie de Lans-en-Vercors, 20 octobre 2012 (consulté le 7 décembre 2015).
- Vincent Biays, « PLU de Lans-en-Vercors : Rapport de présentation »(Archive.org • Wikiwix • Archive.is • Google • Que faire ?) [PDF], sur mairie de Lans-en-Vercors, 15 mars 2013 (consulté le 8 mars 2016).
- Mairie de Lans-en-Vercors, « PLU de Lans-en-Vercors : Règlement. Partie centrale »(Archive.org • Wikiwix • Archive.is • Google • Que faire ?) [PDF], sur mairie de Lans-en-Vercors, 15 mars 2013 (consulté le 5 février 2016).
- Conseil municipal de Lans-en-Vercors, « Lans-en-Vercors. Plan local d’urbanisme : Projet d'aménagement et de développement durable »(Archive.org • Wikiwix • Archive.is • Google • Que faire ?) [PDF], sur mairie de Lans-en-Vercors, 15 avril 2013 (consulté le 7 décembre 2015).

#### Les paysages glaciaires: les traces des glaciers dans nos paysages,s.n., 2015
- Claude Beaudevin, « Les paysages glaciaires : La diffluence rissienne de Saint-Nizier-du-Moucherotte (Isère) », sur geoglaciaire.net, site personnel hébergé par Vonfio, 2013 (consulté le 29 août 2015).
- Claude Beaudevin, « Les paysages glaciaires : La diffluence würmienne de Saint-Nizier-du-Moucherotte (Isère) », sur geoglaciaire.net, site personnel hébergé par Vonfio, mis à jour le 28 janvier 2013 (consulté le 29 août 2015).
- Claude Beaudevin, « Les paysages glaciaires : Annexe documentaire. Lexique », sur geoglaciaire.net, site personnel hébergé par Vonfio, mis à jour le 19 juillet 2015 (consulté le 29 août 2015).

#### Géo-Alp: un atlas géologique des Alpes françaises,s.n., 2016
- Maurice Gidon (professeur de géologie l'université scientifique et médicale de Grenoble 1), « Lans : partie nord-orientale du val de Lans (vallée supérieure du Furon) », sur Géo-Alp (un atlas géologique des Alpes françaises), hébergé par Amen (entreprise), 2015 (consulté le 31 août 2015).
- Maurice Gidon, « Chaînon de Sornin, Charande, Croix-Perrin : entre la vallée du Furon et Autrans », sur Géo-Alp, hébergé par Amen, 2011 (consulté le 3 septembre 2015).
- Maurice Gidon, « Méaudre, Forêt des Clapiers : au nord des gorges supérieures de la Bourne », sur Géo-Alp, hébergé par Amen, 2013 (consulté le 11 août 2015).
- Maurice Gidon, « Le Moucherotte, Trois Pucelles, Saint-Nizier : l'extrémité septentrionale de la barrière orientale du Vercors », sur Géo-Alp, hébergé par Amen, mis à jour le 26 juin 2015 (consulté le 11 août 2015).
- Maurice Gidon, « Villard-de-Lans : la dépression du Vercors nord-orientale », sur Géo-Alp, hébergé par Amen, mis à jour le 22 juin 2015 (consulté le 11 août 2015).

### Vidéos
1. ↑  [webcam]  [vidéo][[[webcam]]] « Vertige des cimes », Trinum (producteur), 2015, Lans-en-Vercors, commune de Lans-en-Vercors (consulté le 13 mars 2016).
2. ↑  [web TV]  [vidéo][[[web TV]]] « 1931 Les hommes volants à Lans » : « durée= 1 min 45 s », Méaudre, VercorsTV (consulté le 17 octobre 2015).
3. ↑  [vidéo] « Trophée Andros, Finale ELITE PRO course 2 - Lans-en-Vercors 2019, ajoutée le 18 février 2019 », sur YouTube.
4. ↑  [replay TV] Le journal du week-end. Alpes : les stations de ski ouvrent leurs portes plus tôt que prévu, de MYTF1News. Vidéo, de TF1, e-TF1, 28 novembre 2015, Replay TV [présentation en ligne], 1 min 52 s : (consulté le 13 mars 2016).
5. ↑  [replay TV] En montagne, on profite des premières descentes : La neige de ces derniers jours a fait le bonheur des stations de ski. Exemple à Lans-en-Vercors en Isère, de France 2, France Télévisions, 28 novembre 2015, Replay TV [présentation en ligne], 2 min 3 s : (consulté le 13 mars 2016).
6. ↑  [vidéo] Remi Ceccaldi, « La grotte des Eymards : Lans-en-Vercors », sur YouTube, 12 mai 2013 (consulté le 5 octobre 2016), durée : 1 h 54.

## Coordonnées
1. ↑  Le pic Saint-Michel a pour coordonnées 45° 05′ 24″ N, 5° 37′ 11″ E.
2. 1 2  La source de la Bourne, selon les cartes de l'IGN, a pour coordonnées 45° 07′ 32″ N, 5° 35′ 52″ E à une altitude de 1 038 m. Elle se distingue de la source du ruisseau des Jailleux — dont les coordonnées, selon les cartes de l’IGN, sont 45° 07′ 35″ N, 5° 36′ 00″ E à la même altitude — qui crée immédiatement une confluence avec le Furon. Toutes les deux se situent au hameau des Jailleux.
3. 1 2  La source du torrent du Peuil — dite source Fayollat —, selon les cartes de l'IGN, a pour coordonnées 45° 07′ 00″ N, 5° 35′ 27″ E à une altitude de 1 069 m.
4. ↑  La source de Bouilly, selon les cartes de l'IGN, a pour coordonnées 45° 06′ 42″ N, 5° 33′ 59″ E à une altitude de 1 007 m et sa confluence avec la Bourne a pour coordonnées 45° 06′ 31″ N, 5° 33′ 59″ E à une altitude de 985 m.
5. ↑  Le pont des Aniers, lieu où la Bourne quitte la commune, a selon les cartes de l'IGN les coordonnées suivantes : 45° 05′ 43″ N, 5° 33′ 25″ E. L'altitude est de 977 m.
6. ↑  La source du Furon, selon les cartes de l’IGN, se trouve à une altitude de 1 293 m à proximité d’une boucle de la RD 106I — appelée ici « route des montagnes de Lans », laquelle mène à « la Sierre » — et a pour coordonnées 45° 06′ 18″ N, 5° 36′ 13″ E.
7. 1 2  Le point d’émergence de la « source de la Lutinère », selon les cartes de l’IGN, se situe à une altitude de 1 054 m dans le hameau de la Chenevarie. Ses coordonnées sont 45° 08′ 02″ N, 5° 36′ 13″ E. Son confluent avec le Furon se fait à la grotte de l'Olette à une altitude de 932 m aux coordonnées 45° 08′ 36″ N, 5° 35′ 47″ E.
8. 1 2  Le confluent du Bruyant avec le Furon, selon les cartes de l'IGN, se situe à une altitude de 899 m et a pour coordonnées 45° 09′ 16″ N, 5° 36′ 22″ E.
9. 1 2  La source du Bruyant, selon l'IGN, a pour coordonnées 45° 08′ 48″ N, 5° 37′ 02″ E à une altitude de 981 m.
10. ↑  La grotte Vallier a pour coordonnées 45° 08′ 52″ N, 5° 38′ 39″ E[32].
11. ↑  Le scialet de la Sierre a pour coordonnées 45° 06′ 39″ N, 5° 37′ 02″ E[33].
12. ↑  Le trou d'Ira a pour coordonnées 45° 06′ 27″ N, 5° 36′ 48″ E[34].
13. 1 2  Le scialet des Choucas a pour coordonnées 45° 05′ 27″ N, 5° 36′ 56″ E[35].
14. ↑  Le carrefour de Jaume est situé à l'extrémité ouest du chef-lieu communal. Il a pour coordonnées 45° 07′ 51″ N, 5° 34′ 54″ E.
15. ↑  La zone d'activités économiques des Jaumes a pour coordonnées 45° 07′ 34″ N, 5° 34′ 36″ E.
16. 1 2  Une partie de la roue du Moulin d’en bas est visible dans le hameau du Peuil depuis le chemin Léon-Blanc-Gonnet. 45° 07′ 10″ N, 5° 35′ 17″ E.
17. ↑  Ce bloc gnomonique est proche de l’église Saint-Barthélemy, au sud de sa nef et à l'est du monument aux morts. 45° 07′ 40″ N, 5° 35′ 21″ E.
18. ↑  La combe Oursière, selon les cartes de l'IGN, a pour coordonnées 45° 06′ 21″ N, 5° 36′ 30″ E à une altitude de 1 460 m.
19. ↑  La grotte des Eymards a pour coordonnées 45° 07′ 12″ N, 5° 34′ 11″ E[203].
20. ↑  Le scialet de la combe Oursière a pour coordonnées 45° 05′ 27″ N, 5° 36′ 52″ E[205].
21. ↑  Le scialet du Tonnerre a pour coordonnées 45° 05′ 25″ N, 5° 36′ 42″ E[206].
22. 1 2  Ce cadran solaire au Peuil se trouve dans le hameau sur la vieille route de Villard-de-Lans. 45° 07′ 10″ N, 5° 35′ 11″ E.

### Rappels
1. ↑  L’intensité de la couleur du fond des cellules varie tous les 5 °C. Elle s'assombrit en s'éloignant de 0 °C. Elle est bleue pour les températures négatives et rouge pour les températures positives.
2. ↑  La couleur du fond des cellules — vert clair au vert foncé — correspond aux douze graduations de l'échelle de Beaufort bien que celle-ci ne soit applicable qu'à la force moyenne du vent.
3. ↑  L’intensité du jaune du fond des cellules varie tous les 10 cm de précipitation neigeuse.
4. ↑  Une unité urbaine est, en France, une commune ou un ensemble de communes présentant une zone de bâti continu (pas de coupure de plus de 200 mètres entre deux constructions) et comptant au moins 2 000 habitants. Une commune doit avoir plus de la moitié de sa population dans cette zone bâtie.
5. ↑  La notion d'aire d'attraction des villes a remplacé en octobre 2020 l'ancienne notion d'aire urbaine, pour permettre des comparaisons cohérentes avec les autres pays de l'Union européenne.
6. ↑  Population municipale de référence en vigueur au 1er janvier 2025, millésimée 2022, définie dans les limites territoriales en vigueur au 1er janvier 2024, date de référence statistique : 1er janvier 2022.